# Berlin-Alt-Hohenschönhausen
Alt-Hohenschönhausen (ⓘ) ist ein Berliner Ortsteil im Bezirk Lichtenberg. Bis zur Bezirksreform 2001 war er unter der Bezeichnung Hohenschönhausen der namensgebende Ortsteil des Bezirks Hohenschönhausen, davor bis 1985 ein Ortsteil im Bezirk Weißensee. Bei der Neubildung des Ortsteils Neu-Hohenschönhausen im Jahr 2002 wurde der Name in Alt-Hohenschönhausen geändert. Der Ortsteil hat 53.086 Einwohner (Stand: 31. Dezember 2024).

## Lage
Alt-Hohenschönhausen befindet sich im Nordosten Berlins auf dem Barnim. Der Namenszusatz Hohen- ist als Abgrenzung gegenüber dem tiefer gelegenen Niederschönhausen zu verstehen. Die höchsten Erhebungen im Ortsteil sind der Lindwerderberg am Obersee sowie der Fuchsberg auf dem Friedhof der St.-Pius- und St.-Hedwigs-Gemeinde. Der Obersee sowie der benachbarte Orankesee sind die einzigen größeren Gewässer im Ortsteil.
Die Grenzen richten sich vorwiegend am bestehenden Straßen- und Eisenbahnnetz aus. Im Süden bildet die Landsberger Allee die Grenze zu Lichtenberg. Die östliche Begrenzung nach Marzahn (Bezirk Marzahn-Hellersdorf) bildet der Berliner Außenring. Die nördliche Grenze nach Neu-Hohenschönhausen wird durch die Arnimstraße, den Rüdickengraben sowie die nördliche Bebauungsgrenze an der Bitburger Straße gebildet. Nach Westen hin grenzt der Ortsteil Weißensee (Bezirk Pankow) an. Die Grenze verläuft zunächst entlang der Perler Straße, der Trasse der stillgelegten Industriebahn Tegel–Friedrichsfelde und weiter über die Suermondtstraße. Von dort aus führt sie weiter über den Orankestrand und Orankeweg zur Indira-Gandhi-Straße und dieser sowie dem Weißenseer Weg folgend bis zur Landsberger Allee zurück. Am südwestlichen Rand grenzt der Ortsteil Fennpfuhl an Alt-Hohenschönhausen.

## Geschichte

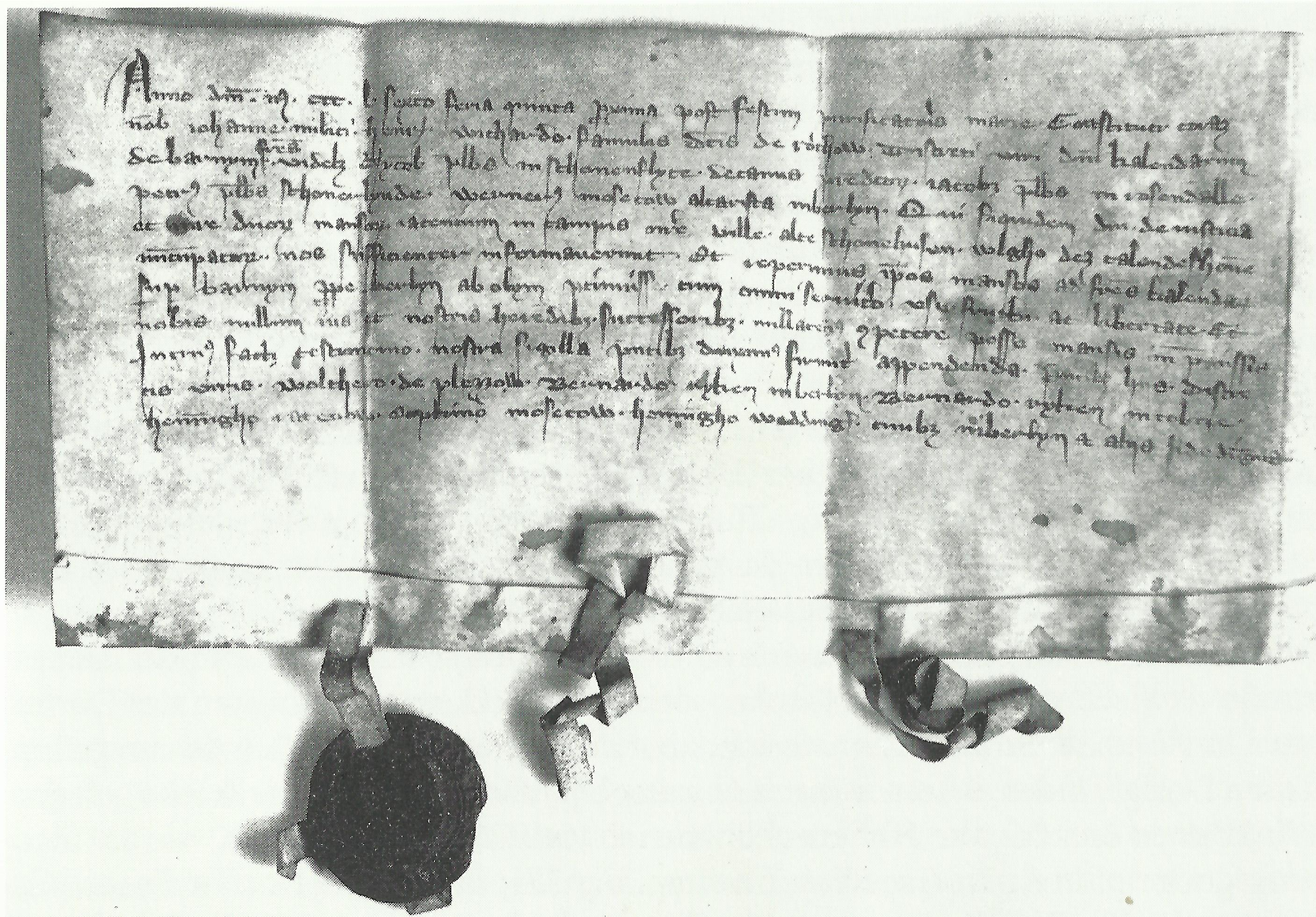
Erwähnung Hohenschönhausens in einer Urkunde vom 4. Februar 1356

### Anfänge
Die ältesten Siedlungsfunde auf Hohenschönhauser Gebiet stammen aus der Bronzezeit. Entsprechend der Besiedlung des Berliner Raumes könnten Menschen bis um 10.000 v. Chr. hier gelebt haben. Das Gebiet war in den ersten Jahrhunderten unserer Zeitrechnung vor allem von Sprewanen und Hevellern besiedelt.
Hohenschönhausen wurde als ein typisches Straßendorf angelegt. Die Besiedlung des Ortes begann in der ersten Hälfte des 13. Jahrhunderts im Zuge der deutschen Ostexpansion. Die Kolonisatoren kamen vermutlich aus der Gegend von Schönhausen in der Altmark. Damit ließe sich der Ortsname erklären, der sich von slawischen Namen der umgebenden Dörfer, wie Malchow oder Marzahn, abgrenzt. schön, was auch klar oder hell bedeuten kann, könnte die Hoffnungen der ansässigen Siedler ausdrücken, die sie in ihrer neuen Heimat hatten. Hausen stammt von dem sächsischen Wort Hus und bedeutet Haus. Im 14. Jahrhundert folgte der Zusatz Hohen (Ho-, Hogen-) um sich vom tiefer gelegenen Niederschönhausen (Nydderen Schonhusen) abzugrenzen.

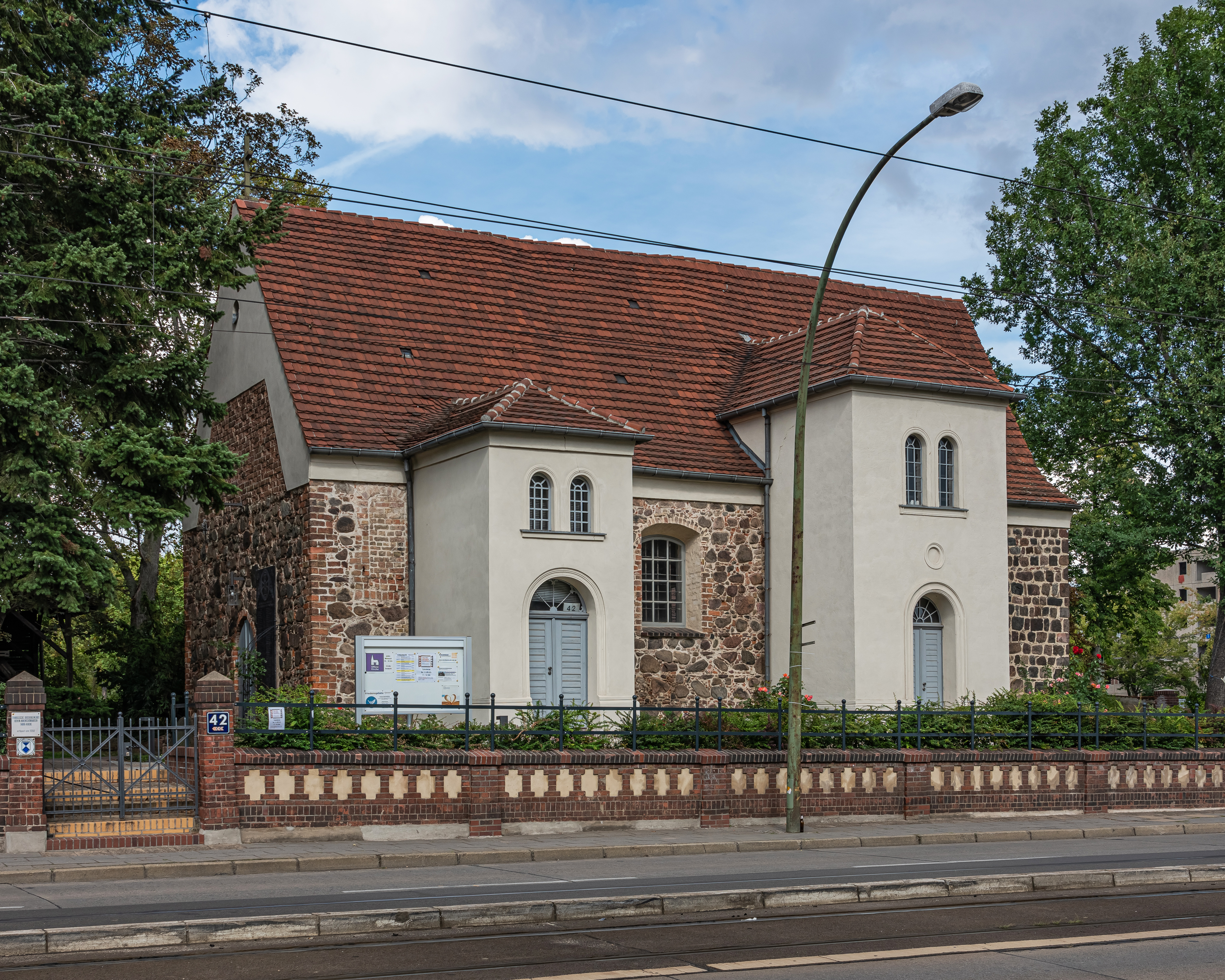
Die Taborkirche ist das älteste Bauwerk Hohenschönhausens

Im Jahr 1230 begann der Bau der spätromanischen Dorfkirche, die das älteste noch existierende Gebäude des Ortsteils ist. Der erste indirekte schriftliche Hinweis für die Existenz des Dorfes findet sich in einer Berliner Ratsurkunde vom 19. August 1284, in der der Name „Conradus de Schonehusen“ auftaucht. Ob es sich dabei um besagtes Hohenschönhausen handelt, ist ungewiss. Der erste sichere schriftliche Beleg stammt aus dem Jahr 1352, in der der „rector ecclesie in alta schonehusen“, also der Pfarrer der Kirche von Hohen Schönhausen Heinrich Billerbeck in einer in Templin ausgestellten Urkunde erwähnt wird. Billerbeck entlarvte in einem Prozess einen falschen Waldemar, der sich als den 1320 für tot erklärten Markgrafen Waldemar von Brandenburg ausgab. Weitere vier Jahre später wird das Dorf erneut erwähnt, als die Adelsfamilie von Rochow den Kalandsherren auf dem Barnim den Besitz von zwei Hufen „in campis nostre ville alte Schonehusen“ bestätigen. Jene Familie Rochow besaß in Hohenschönhausen neben ihrem Anteil an Pacht und Zins 16 Hufen sowie den Zehnt von drei Höfen, die höhere Gerichtsbarkeit und den Wagendienst.
Infolge des Berliner Unwillens verloren zahlreiche wohlhabende Patrizier ihre Besitzungen, die daraufhin an treue Gefolgsleute des Kurfürsten verteilt wurden. Die von dieser Maßnahme betroffene Familie von Rochow verlor ihren Hohenschönhauser Anteil im Jahr 1448, der daraufhin als Lehnschulzengut an Paschen Donewitz und seine beiden Söhne Merten und Peter Donewitz ging. 1450 entstand daraus ein Rittergut, das zehn Freihufen und eine Schäferei umfasste und sich im Besitz von Hans Glienicke befand.

### Herrschaft der Familie Röbel
Das Rittergut wurde 1480 der Familie von Röbel übertragen, die neben Hohenschönhausen noch weitere Dörfer nordöstlich des mittelalterlichen Berlins besaßen, unter anderem knapp die Hälfte von Wartenberg. Ab 1513 befand sich einer ihrer Wohnsitze im Dorf Hohenschönhausen. 1527 wurde Arnt von Röbel mit einem Anteil an Leibchel, Sglietz und Skuhlen in der Niederlausitz belehnt. Mitbelehnt zur gesamten Hand waren Hans, Valten und Joachim Röbel zu Buchen (Berlin-Buch), Joachim, Peter, Wulf und Georg Röbel, Gebrüder zu Schonhause (Hohenschönhausen), Martin Röbel zu Buche (Berlin-Buch) sowie Hans und Dietrich Röbel, Gebrüder und Antonius Röbel zu Eigenstorff (Eggersdorf bei Strausberg: Petershagen-Eggersdorf). Im Jahr der Einführung der Reformation in der Mark Brandenburg (1539) übernahm Hohenschönhausen den neuen Glauben, die umliegenden Dörfer folgten etwa zur gleichen Zeit.

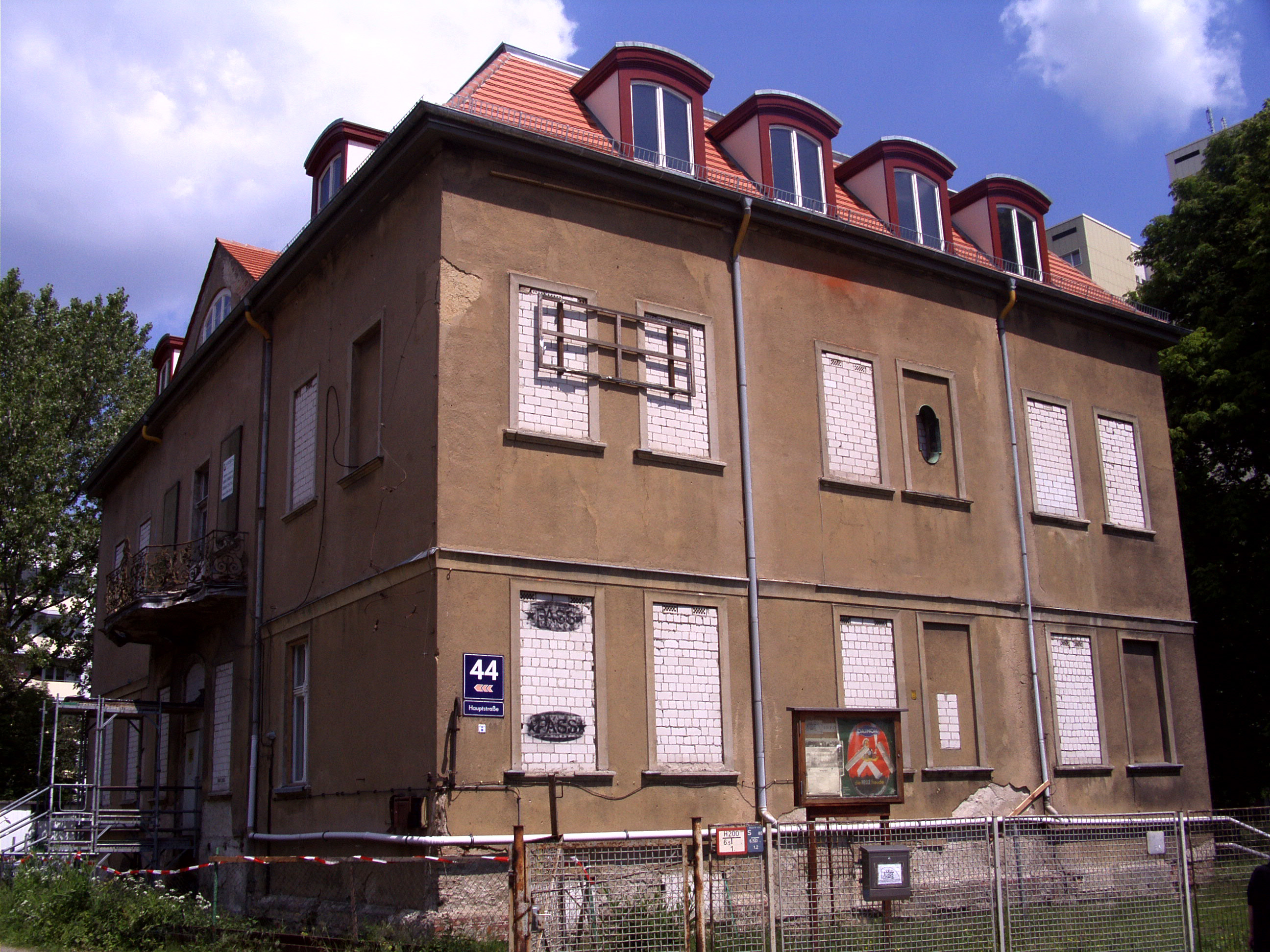
Das Schloss ist das älteste Wohnhaus – hier während der Renovierungsarbeiten im Mai 2006

Im 16. Jahrhundert wurde der brandenburgische Adel von den Getreidezöllen befreit. In der Folgezeit strebte der Adel die Vergrößerung seiner Eigenbetriebe an. Dies geschah vor allem durch das sogenannte „Bauernlegen“, was bedeutete, dass die Bauern zunehmend in die Abhängigkeit der Dorfherren gerieten, und dadurch ihren sozialen Niedergang erlitten. Die Röbels hingegen profitierten von den neuen Umständen und bauten ihren Herrschaftssitz in Hohenschönhausen aus. Der neu errichtete Sitz nahm den Grund des Schulzengerichts und eines ehemaligen Bauernhofes ein. Spätestens seit der ersten Hälfte des 18. Jahrhunderts handelt es sich um einen massiven Steinbau, das Schloss Hohenschönhausen.
Während des Dreißigjährigen Krieges wurde das Dorf ab 1626 in Mitleidenschaft gezogen. Neben den durchziehenden Schweden plünderten auch die kaiserlichen Truppen unter Wallenstein Hohenschönhausen und die umliegenden Ortschaften. Selbst die Dorfkirche wurde nicht verschont. Aus Furcht, ein weiteres Mal ausgeraubt zu werden, richteten die Bewohner Hohenschönhausens ihre Häuser nicht wieder her. Die Verwüstung war immens und die durch den Krieg bedingte Hungersnot groß. Hinzu kamen in den Folgejahren noch die Pest und weitere Plagen. So wurde im Jahr 1651 von einer entsetzlichen Heuschreckenplage berichtet. Ein Jahr später kamen die Auswirkungen im Landreiterbericht für den Niederbarnim ans Tageslicht. Insgesamt wohnten zu diesem Zeitpunkt noch drei Bauern, ein Knecht sowie fünf Kossäten im Dorf. 1624 waren es noch zehn Hüfner, drei Kossäten, ein Pachtschäfer und Schäferknechte. Dabei ist anzumerken, dass keiner von ihnen im Krieg gedient hatte. Im gesamten Umfeld von Hohenschönhausen lag der Bevölkerungsverlust bei etwa 58 Prozent.
Im Jahr 1736 verkaufte der letzte in Hohenschönhausen ansässige Angehörige der Familie Röbel, Christian Friedrich Röbel, das Rittergut für insgesamt 22.800 Taler an den Berliner Kaufmann Adam Ebersbach, dessen Familie es bis 1792 behielt. Im gleichen Jahr wurde in Preußen die allgemeine Schulpflicht eingeführt. Das erste Schulhaus befand sich auf dem hinteren Kirchhof an der Wartenberger Straße.

### Entwicklung im 18. und 19. Jahrhundert
Im 18. Jahrhundert, zu Beginn der Herrschaft Friedrichs des Großen, wurde die Seidenherstellung im Berliner Raum vorangetrieben. In Hohenschönhausen befanden sich die als Grundlage dienenden Maulbeerbäume auf dem Kirchhof, der letzte von ihnen stand noch bis in die 1980er Jahre auf dem Gelände. Ebenso verordnete der preußische König die Anlage von Weiden und Obstbäumen an den Straßen, dennoch mussten die Bewohner immer aufs Neue an ihre Pflichten erinnert werden. Hinzu kam noch die angeordnete Ausrottung der Sperlinge. 1740 hatte jeder Bauer wöchentlich zwölf Spatzenköpfe abzuliefern, jeder Kossät acht. Sollte die Zahl geringer ausfallen, war ein entsprechender Beitrag in die Armenkasse zu entrichten.
Im Siebenjährigen Krieg litt das Dorf ein weiteres Mal. Nach der Niederlage Friedrichs II. bei Kunersdorf marschierten erstmals russische sowie österreichische Truppen in Berlin ein. Die umliegenden Dörfer wurden von beiden Truppen gleichermaßen geplündert, in Hohenschönhausen wiederum samt Kircheninventar. Die besorgten Dorfbewohner wandten sich daraufhin an den Weißenseer Landrat Carl Gottlob von Nüßler, einem engen Vertrauten des Königs, woraufhin dieser ihnen eine finanzielle Unterstützung von 450 Talern zukommen ließ, was etwa der Hälfte des Schadens entsprach. Gutsbesitzer Georg Ebersbach, der seinen Verlust mit 105.000 Talern angab, ging dagegen ebenso leer aus wie die geschädigte Kirche.

Im Jahr 1816 gab sich die Gemeinde ein neues Wappen

Ab 1802 befand sich das Gut Hohenschönhausen im Besitz der Familie von Eisenhard. Wegen zu hoher Verschuldung wurde es ab 1812 von Municipalrat Cosmar und Staatsrat Christian Friedrich Scharnweber verwaltet. 1817 erwarb Scharnweber das Gut und vollzog die Trennung von Guts- und Bauernland im Zuge der Preußischen Reformen. Die spannfähigen Bauern wurden so Eigentümer des Bodens, hatten dafür aber das Wartenberger Feld, das ein Drittel ihres Landes ausmachte, an den Gutsbesitzer abzutreten.
An der Straße nach Altlandsberg (seit 1992: Landsberger Allee) entstand 1821 das Gasthaus Neuer Krug, das später den Namen Wirtshaus zur weißen Taube erhielt. Etwa zur gleichen Zeit verpachtete die Witwe Scharnwebers, der 1822 starb, einen Teil des Gutslandes an Gemüsebauern. Die dort entstandene Ansiedlung mit anfangs acht Feuerstellen erhielt zunächst den Namen Colonie Hohenschönhausen, ab 1854 dann Neu-Hohenschönhausen (nicht zu verwechseln mit dem gleichnamigen Ortsteil). Im Volksmund war sie hingegen als Hungriger Wolf bekannt. Außerhalb der Siedlungen wurde vor allem Getreide angebaut und nach der Aufhebung des Mühlenzwangs 1810 vor Ort gemahlen.
Die Entwicklung in der zweiten Hälfte des 19. Jahrhunderts wurde maßgeblich von der Berlins beeinflusst. Durch das anhaltende Stadtwachstum verlagerte die Stadt diverse Institutionen in die Vororte, während gleichzeitig die Bebauung auf diese übergriff. So erwarben die Berliner evangelischen Kirchengemeinden St. Andreas und St. Markus sowie die katholischen Gemeinden St. Pius und St. Hedwig in den 1880er Jahren Grundstücke vom Gutsbezirk zur Anlage von Friedhöfen. Der Aufbau der städtischen Kanalisation in den 1870er Jahren forderte entsprechende Flächen zum Verrieseln der Abwässer. Die für den Nordosten Berlins vorgesehenen Rieselfelder entstanden zu großen Teilen auf den von der Stadt erworbenen Gütern Malchow, Wartenberg und Falkenberg. Der Westen der Hohenschönhauser Gemarkung wurde ebenfalls zum Verrieseln genutzt. Die vorhandenen Flächen dienten zudem zum Anbau von Getreide, Hackfrüchten und Rieselgras, was wiederum die Viehzucht und –mast ermöglichte. Aus dieser Zeit stammt der abfällige Beiname Hohenschöngrünkohl.
Im Jahr 1871 entstand am westlichen Ortsrand entlang der Berliner Straße eine weitere Kolonie, die 1878 den Namen Wilhelmsberg erhielt. In ihr sowie in der benachbarten Kolonie Neu-Hohenschönhausen wohnten ab 1881 vermehrt Arbeiter des nahegelegenen Zentralvieh- und Schlachthofes. Um die Jahrhundertwende entstanden in diesem Gebiet zudem zahlreiche Kleingartenanlagen.
Ende der 1880er Jahre überließ Scharnweber das Gut seiner Tochter Manon Pauline, die es 1890 an den Unternehmer Gerhard Puchmüller verkaufte. Dieser begann 1892 mit der Parzellierung des rund 400 Hektar großen Gutslandes nördlich der Berliner Straße. Im gleichen Jahr erwarb die Kommandit-Gesellschaft Brauhaus Hohenschönhausen ein Teil des Gutes zum Aufbau einer Brauerei, die 1894 als Löwenbrauerei mit der Produktion von böhmischen Bier begann. Als Frischwasserreservoir ließ sie die Lindwerderlake und den Elspfuhl auffüllen, wodurch der Obersee entstand, über einen Wasserturm ließ sich der Bestand regulieren. 1893 erwarb der Aachener Bankier Henry Suermondt das Gut und gründete zusammen mit Justizrat Julius Grosse-Leege die Grunderwerbs- und Baugesellschaft zu Berlin, die als Besitzern die Parzellierung zu Spekulationszwecken fortsetzte. Auf dem Grund der ersten Parzellen entstand das Villenviertel am Orankesee. Eine zweite Villenkolonie entstand um das Jahr 1900 am Obersee, nachdem die Hohenschönhauser Brauerei das Gelände der Neuen Boden Aktien-Gesellschaft verkauft hatte.
Auf der gegenüberliegenden Seite der Berliner Straße entstand zu Beginn des 20. Jahrhunderts das Märkische Viertel. Anders als in den Villenkolonien, die der Landhausbauordnung unterlagen, galt für dieses Gebiet die Hochbauordnung. Daher entstanden hier vorwiegend mehrgeschossige Mietshäuser für Arbeiterfamilien.
Einhergehend mit der Bebauung des Gutsbezirks baute die Grunderwerbs- und Baugesellschaft die Infrastruktur weiter aus. 1893 richtete sie eine Pferdeomnibuslinie nach Berlin ein, 1899 wurde sie durch eine elektrische Straßenbahn ersetzt. Zu Beginn des 20. Jahrhunderts waren sämtliche Straßen gepflastert. Durch die Brauerei und die Straßenbahn bestand eine eigene Wasser- und Stromversorgung, der Ort war an die Kanalisation angeschlossen und bezog Stadtgas aus dem Gaswerk Lichtenberg. Im Handel waren alle wichtigen Branchen vertreten: 1906 gab es fünf Bäckereien, acht Fleischer, fünf Molkereien, vier Schmieden, zwei Brauereien sowie mehrere Schlosser, Schuhmacher, Stellmacher, Schneider und Schankwirte.
Als Nachfolger von Suermondt und Grosse-Leege wurde 1905 Paul Koenig zum Gemeindevorsteher von Hohenschönhausen gewählt. In seine Amtszeit fällt die Anlage der Gartenstadt ab 1910 sowie der Neubau des Rathauses an der Hauptstraße 50 im Jahr 1911. Im gleichen Jahr erfolgte die Eingliederung des Gutsbezirks in die Landgemeinde, die seit dem 1. April 1912 den amtlichen Namen Berlin-Hohenschönhausen. trug. 1912 wurde an der Degnerstraße die Feuerwache errichtet sowie 1915 eine Schule an der Roedernstraße.

### Eingemeindung nach Berlin
Die politische Selbstständigkeit fand mit dem Groß-Berlin-Gesetz vom 1. Oktober 1920 ihr Ende. Hohenschönhausen wurde nach Berlin eingemeindet und dem Bezirk Weißensee zugeordnet. Obwohl der Ortsteil mit rund 6.700 Einwohnern der zweitgrößte des Bezirks war, fiel er im Gegensatz zu Weißensee mit über 45.000 Bewohnern vergleichsweise klein aus. Die 1920er Jahre bedeuteten für Hohenschönhausen vor allem einen Aufschwung im Fürsorge- und Erholungsbereich. So entstanden infolge der wirtschaftlichen Krisen mehrere Schulspeisungsstellen, eine Warmwasserbadeanstalt, ein Kinderhort sowie eine vergleichsweise große Volksbücherei. Auf der anderen Seite wurden am Orankesee ein Freibad und mehrere Sportanlagen, vor allem für Fußball, angelegt.
Dennoch waren diese Jahre geprägt von Armut und vor allem von Wohnungsnot. Eine erste Abhilfe wurde durch den Bau von mehreren Siedlungshäusern an der Paul-Koenig-Straße geschaffen, Mitte der 1920er Jahre wurden nach Plänen von Bruno Taut mehrere Häuser an der Wartenberger Straße, am Malchower Weg sowie an der Suermondtstraße errichtet. Im Süden des Ortsteils begann der Ausbau der Siedlung Die kinderreiche Familie entlang der Dingelstädter Straße. Daneben wurden mehrere Kleingartenanlagen angelegt.

### Hohenschönhausen in der Zeit des Nationalsozialismus
Hohenschönhausen war ein überwiegend politisch linker Ortsteil, die Bürgermeister stammten bis zur „Machtergreifung“ der Nationalsozialisten aus der USPD oder aus der SPD. Bei den ersten Konfrontationen zwischen Kommunisten und Nationalsozialisten kam es zu Saalschlachten, so etwa bei einer Rede von Joseph Goebbels im Lokal Storchnest an der Hauptstraße.
Der anfangs noch kleine NSDAP-Kreisverband gewann nach den ersten größeren Wahlerfolgen der Partei schnell neue Mitglieder. Die Ortsgruppe Hohenschönhausen wurde im Februar 1931 als eigenständige Sektion innerhalb der Stammortsgruppe Weißensee gebildet. Nach der Machtübernahme der Nazis traten nochmals zahlreiche Bürger bei, die der neuen Politik offen gegenüberstanden, sich Vorteile versprachen oder im Rahmen der Gleichschaltung dazu gedrängt wurden.
Auch in Hohenschönhausen wurden Sozialdemokraten und Kommunisten als politische Gegner verfolgt. Das Netzwerk zur Überwachung, das die NSDAP aufbaute, reichte bis in die kleinsten privaten Strukturen und führte zu Vernehmungen durch die NSDAP-Ortsstelle (in der Orankestraße gelegen) oder der Gestapo. Die angelasteten Vergehen reichten vom Fehlen der Hakenkreuzfahne bis zum freundschaftlichen Kontakt zu Juden.
Mit dem Gesetz zur Wiederherstellung des Berufsbeamtentums vom 7. April 1933 konnte die NSDAP schließlich die wichtigen Positionen im Stadtrat des Bezirks besetzen. Mehr als 100 Beamte wurden in den Ruhestands versetzt oder entlassen. Sie wurden durch Leute ersetzt, die sich „um die nationale Erhebung verdient gemacht“ hatten. Das Führerprinzip wurde straff umgesetzt.
Im Jahr 1934 entstand die Wohnsiedlung Weiße Taube beiderseits der Landsberger Allee und um 1937 die Kriegsopfersiedlung am Malchower Weg, die für invalide Teilnehmer des Ersten Weltkriegs vorgesehen war. Etwa zur gleichen Zeit entstand im Ortsteil Malchow am Malchower See die Niles-Siedlung. Die seit 1920 in Weißensee ansässigen NILES-Werke waren zu jener Zeit darum bemüht, eine Stammbelegschaft an den Betrieb zu binden, eigens hierfür sollte die Werkssiedlung entstehen. Nur die Hälfte der ursprünglich bis Wartenberg geplanten, hufeisenförmig angelegten Siedlung wurde verwirklicht.
Die Nationalsozialisten verfolgten nicht nur ihre politischen Gegner, sondern entrechteten und verfolgten Minderheiten. 1925 sollen 64 Juden in Hohenschönhausen gelebt haben. Es gab vereinzelt Juden in Hohenschönhausen, die nach der Reichspogromnacht vom 9. November 1938 ihren Beruf weiter ausüben konnten.
Unter ihnen war der herausragende Victor Aronstein. Ihm gelang es mit Hilfe Hohenschönhausener Bürger seine Praxis aufrechtzuerhalten, wenn auch an anderer Stelle. Sein Wartezimmer war gleichzeitig Treffpunkt von Kommunisten und Sozialdemokraten. Ungefähr ein Jahr lang fuhr der Arzt fort. 1939 zog er nach Charlottenburg und wurde 1941 in das Ghetto Litzmannstadt deportiert. Beim Herannahen der Roten Armee wurde das Ghetto ab Mitte 1944 aufgelöst. Wie die meisten der über 160.000 Ghettoisierten wurden er zwangsweise in das KZ Auschwitz-Birkenau deportiert. Dem frühzeitigen Tod durch die Willkür der sogenannten „Selektionen“ konnte er entkommen. Ein Überlebender des Massenmords, der Aronstein von Litzmannstadt nach Auschwitz begleitet hatte, berichtete, dass der Arzt an einer Lungen-TBC erkrankte und zwei Wochen vor der Befreiung durch die Rote Armee, also vermutlich am 13. Januar 1945, ermordet wurde. Zum Andenken an Victor Aronstein befindet sich eine Berliner Gedenktafel in der Werneuchener Straße 3 und ein Seniorenpflegeheim in Hohenschönhausen wurde nach ihm benannt.

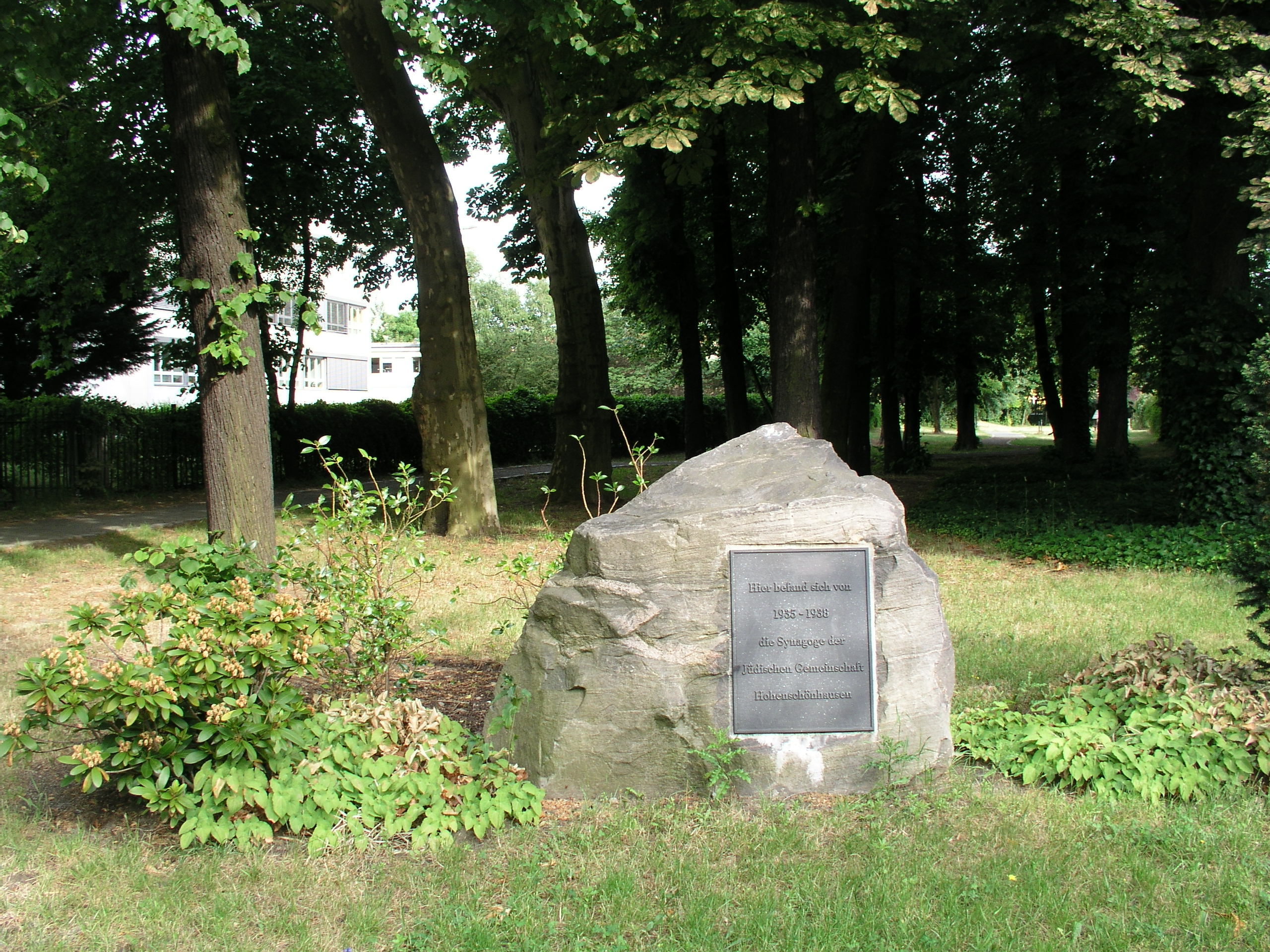
Gedenkstein auf dem Platz der ehemaligen Synagoge

Die Synagoge in der Konrad-Wolf-Straße wurde von den Nationalsozialisten zerstört, wie ein Gedenkstein an dessen Stelle zeigt. In Hohenschönhausen kam es darüber hinaus zu Enteignungen, und es wurden wie anderswo im Einflussbereich der Nationalsozialisten Zwangsarbeiter zur Arbeit gezwungen. Nach dem Ende des Krieges lebten im Jahr 1947 nur noch 27 Juden in Hohenschönhausen.
Während des Zweiten Weltkriegs wurde Hohenschönhausen bei alliierten Luftangriffen mehrmals getroffen. Innerhalb der Ortsteile führten die Luftschutzwarte Buch über die vermeldeten Fliegeralarme. Die Eintragungen des hiesigen Luftschutzwartes Franz Gröpler gehen von 1941 bis zum 17. April 1945. Der erste Einschlag wurde am 16. Januar 1943 gemeldet. Allein zwischen Januar und März 1945 wurden schließlich 93 Alarme verzeichnet. Die das Warnsignal abgebende Sirene befand sich auf dem Wasserturm am Obersee. Die Angriffe richteten sich vorrangig auf die ansässigen Betriebe wie die Maschinenfabrik Richard Heike.

### Von der Kapitulation bis zum Mauerbau

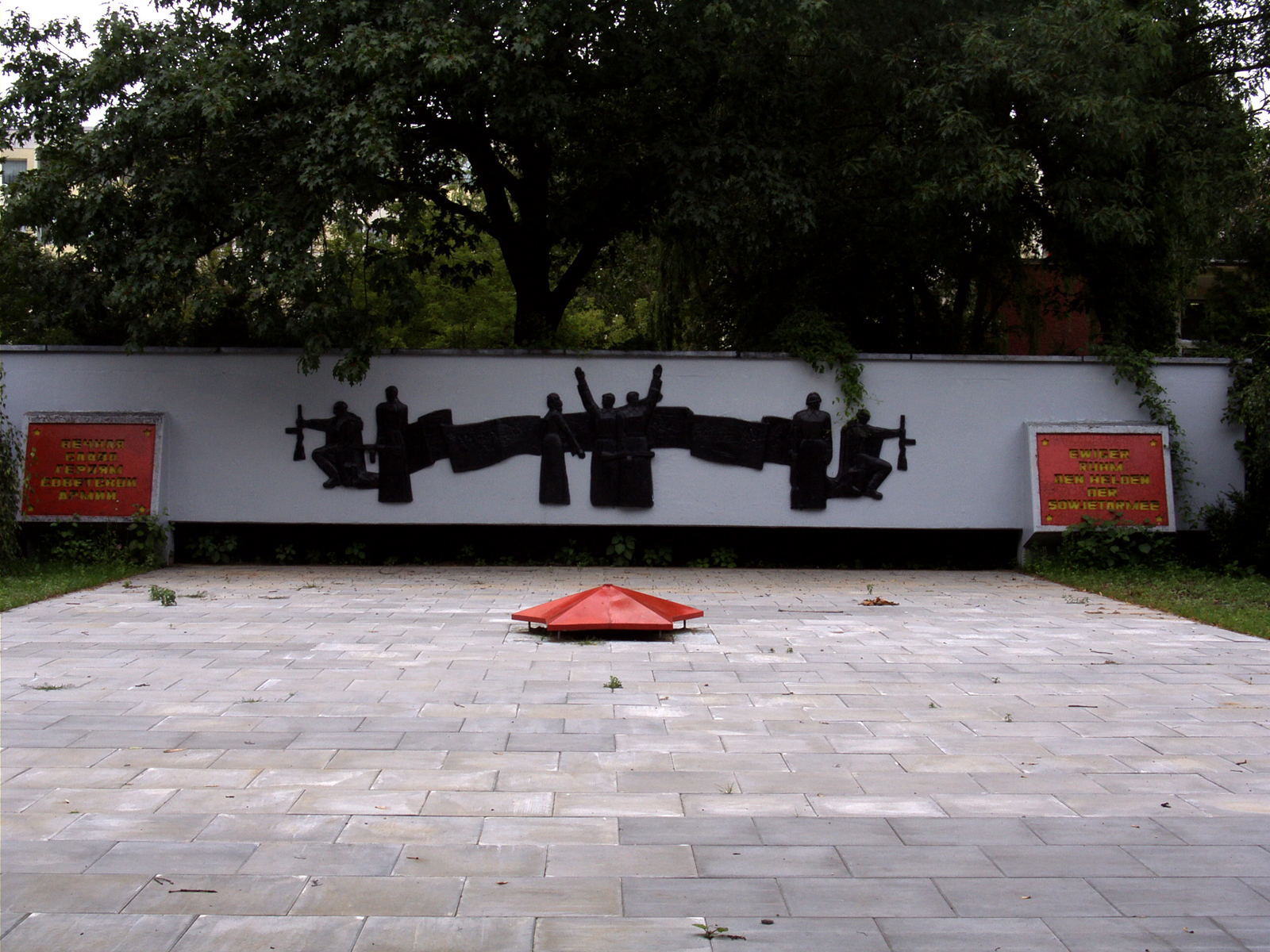
Zur Erinnerung an die bei der Einnahme Hohenschönhausens gefallenen sowjetischen Soldaten entstand dieses Ehrenmal in der Küstriner Straße

Die ersten sowjetischen Truppen marschierten am 21. April 1945 in Berlin ein. Zu den ersten befreiten Ortsteilen zählte Hohenschönhausen, das in den Abendstunden des Tages erreicht und am Folgetag vollständig eingenommen wurde. Zuvor konnten bereits Wartenberg, Falkenberg und Marzahn von der Roten Armee befreit werden. Die Stimmung in den letzten Tagen vor dem Einmarsch der Sowjets war zwiespältig. Während auf der einen Seite Angehörige des Volkssturms noch versuchten, die männlichen Bürger für den „Endkampf“ zu mobilisieren, gelang es auf der anderen Seite einigen Bürgern, die Soldaten und Volkssturmangehörigen zur Abgabe ihrer Waffen zu bewegen. Diese Zwiespältigkeit wird dadurch deutlich, dass in einigen Häusern abwechselnd die Hakenkreuzfahne als auch die weiße Fahne gehisst wurden. Die Kämpfe im Dorfkern dauerten bis zum Einmarsch an, anschließend brachte die Rote Armee Schnellfeuergeschütze in Stellung, um mit dem Artilleriebeschuss der Innenstadt zu beginnen.
Bereits einen Tag später erließ der sowjetische Oberkommandierende Marschall Schukow den Befehl zur Bildung von Ortsverwaltungen durch die Militärkommandanten der besetzten Bezirke und Städte. Einen Tag darauf, am 23. April 1945 meldeten sich die ersten  Antifaschisten bei dem für den Bezirk Weißensee zuständigen Kommandanten. Nach Aufnahme der Gespräche tagte die neugebildete Bezirksverwaltung erstmals am 2. Mai, am gleichen Tag kapitulierte Berlin. Neben dem für den gesamten Bezirk zuständigen Kommandanten existierten zeitweilig für die Ortsteile eigene Kommandanten.
Nach der bedingungslosen Kapitulation vom 8. Mai bot sich in den Vororten zunächst nahezu das gleiche Bild wie in der Innenstadt Berlins. Neben dem Fehlen von Strom und Gas grassierten Krankheiten wie Typhus und Ruhr, Flüchtlinge und Waisenkinder irrten durch die Straßen. Das größte Problem war die Versorgung mit Nahrungsmitteln. Hierfür wurde bereits am 28. April 1945 das Ernährungsamt Weißensee eingerichtet, es sollte vor allem die Versorgung der zivilen Bevölkerung mit Fleisch und Brot sicherstellen, daneben kümmerte es sich um die Ersatzregelung für verlorene oder gestohlene Lebensmittelkarten. Neben der nach Listen durchgeführten Verteilung der vorhandenen Lebensmittel existierten einige „Gulaschkanonen“ zur allgemeinen Versorgung. Dennoch konnten all diese Maßnahmen das Elend nur geringfügig mildern. Falls überhaupt vorhanden, dienten die Lebensmittel vorrangig zur Zufriedenstellung der russischen Besatzer. Als Folge davon stieg die Kindersterblichkeit aufgrund von Mangelernährung an, aber auch die Anzahl der Suizide infolge der großen Hoffnungslosigkeit, insbesondere bei älteren Menschen. Gleichzeitig blühte der Schwarzhandel mit Lebensmitteln auf. Im November 1945 begann ein Umdenken. Sämtliche Grünflächen sollten für den Gemüseanbau hergerichtet werden, die Maßnahme betraf Bauernhöfe gleichermaßen wie Kleingärtner. Infolgedessen gelang es, so rund 2600 Tonnen Gemüse anzubauen, wovon 100 Tonnen für den Bezirk Weißensee vorgesehen waren. Ein Großteil konnte indes an die anderen östlichen Bezirke abgegeben werden.
Neben der immer weiter fortschreitenden Versorgung mit Lebensmitteln nahm das Leben im Allgemeinen wieder normale Züge an. Der Schulbetrieb konnte bereits im Sommer 1945 aufgenommen werden, im gleichen Jahr begann die Nutzung des Schlosses als Krankenhaus, vorübergehend auf Geschlechtskrankheiten spezialisiert, da die Zahl der Betroffenen im Bezirk bei über 1000 lag. Später befand sich hier eine Entbindungsstation. Im September öffneten die ersten Tanzlokale wieder ihre Pforten.
Für die vorgesehene Entnazifizierung nahm im April 1946 die gleichnamige Kommission in Weißensee ihre Arbeit auf. In die ehemalige NSDAP oder ihre Unterorganisationen involvierte Personen mussten ihren Antrag auf Entnazifizierung stellen, da sie sonst ihre Arbeit nicht wieder hätten aufnehmen können. Gleichzeitig wurden nicht entnazifizierte Personen entschädigungslos enteignet, ihr Besitz wurde politisch Verfolgten, Flüchtlingen oder ärmeren Personen gutgeschrieben.

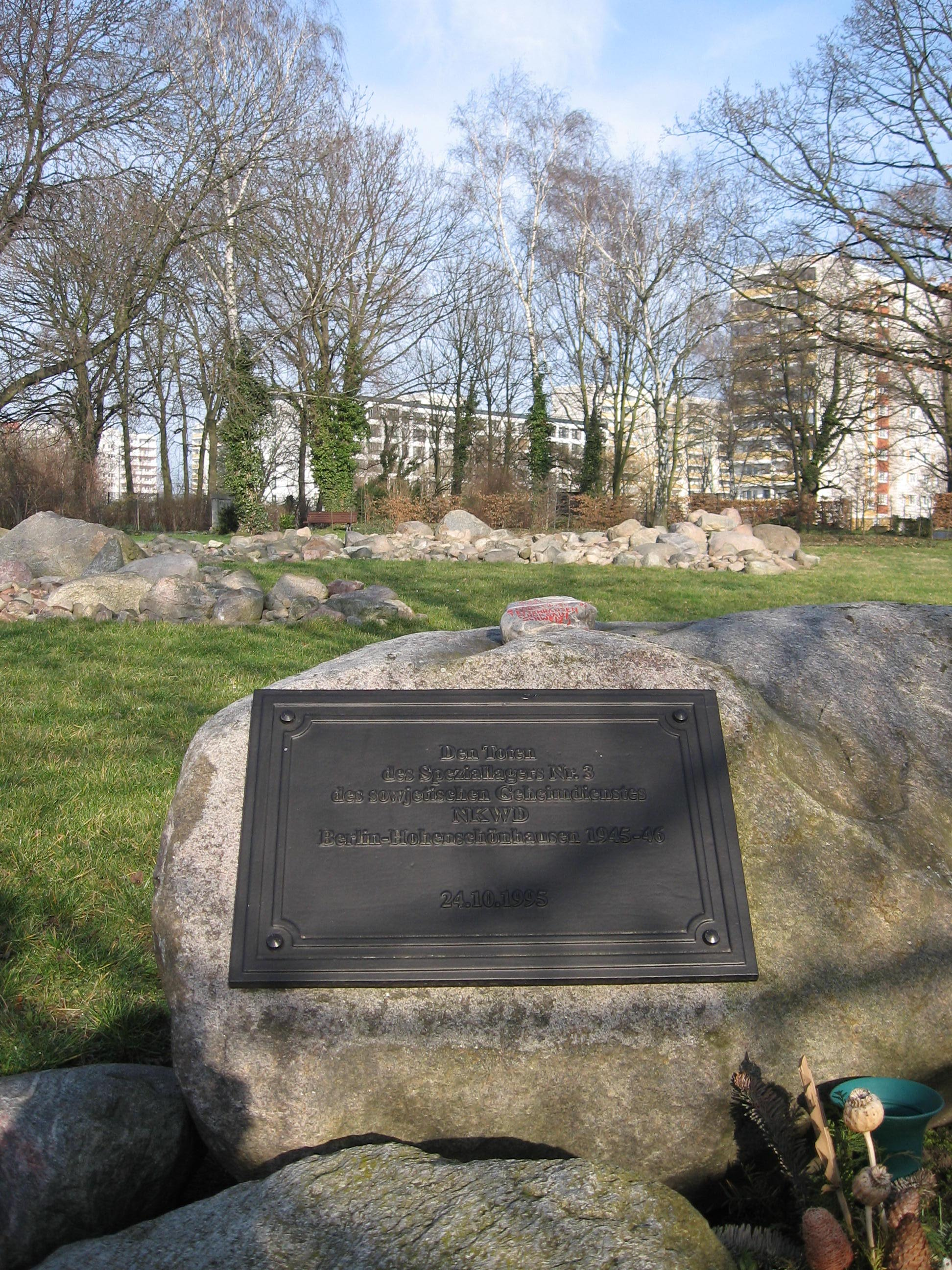
Gedenkstein für die Opfer des Speziallagers Nr. 3

Im Mai 1945 richtete das sowjetische NKWD in Alt-Hohenschönhausen eines von zehn Speziallagern in der Sowjetischen Besatzungszone ein, das Speziallager Nr. 3. Es befand sich auf einem ehemaligen Industriegelände der Maschinenbaufirma Richard Heike an der Genslerstraße, das in der Zwischenzeit für eine Großküche der Nationalsozialistischen Volkswohlfahrt genutzt wurde. In der an das Speziallager Nr. 3 angrenzenden Genslerstraße befand sich der zentrale Verwaltungssitz aller zehn sowjetischen Speziallager dieser Besatzungszone. Schätzungen gehen von rund 20.000 Menschen aus, die in diesem Lager aus politischen Gründen unter unwürdigen und unvorstellbaren Bedingungen eingesperrt wurden. Ohne das Verständnis der Verbrechen des Zweiten Weltkriegs sind die damaligen Zustände und das Besatzungsrecht nach dem Kriegsende nicht verständlich. Das Speziallager Nr. 3 wurde im Oktober 1946 aufgelöst.
Von rund 20.000 Inhaftierten des Speziallagers und eines benachbarten sowjetischen Haftarbeitslagers starben schätzungsweise 1000 Menschen an Hunger, Kälte und Krankheit. Die Gebeine der namenlosen Toten wurden in Massengräbern verscharrt. Im Jahr 1995 wurden sie bei Suchgrabungen im Umfeld des Lagers gefunden. Für sie wurde 1998 auf dem Friedhof Hohenschönhausen an der Gärtnerstraße ein Denkort nach einem Entwurf des Designers Manfred Höhne eingeweiht. Dazu gehören ein mit Lesesteinen belegtes Gräberfeld, der Gedenkstein mit gusseiserner Tafel, der mit dornigen Sträuchern gesäumte Zugang zum Gräberfeld und der als Labyrinth gestaltete Eingangsbereich aus Eichenbohlen.
Im Winter 1946/47 mussten Gefangene auf dem Gelände des Speziallagers im unterirdisch gelegenen Lager- und Kühlraum der ehemaligen Großküche ein Gefängnis mit 60 fensterlosen Zellen errichten. Dies diente als Zentrale Untersuchungshaftanstalt der sowjetischen Geheimpolizei. Dort kamen nichtrechtsstaatliche Methoden und Folter zur Anwendung. Die Stiftung Gedenkstätte Berlin-Hohenschönhausen widmet sich in ihrer Arbeit unter anderem der Aufarbeitung der Vergangenheit des sowjetischen Speziallagers Nr. 3 und des sowjetischen Geheimdienstgefängnisses.
Im Sommer 1951 übernahm das 1950 gegründete Ministerium für Staatssicherheit (MfS) in der DDR das Kellergefängnis als zentrale Untersuchungshaftanstalt.
Wirtschaftlich und politisch gesehen lief die Entwicklung sowohl in Hohenschönhausen als auch im restlichen Bezirk Weißensee so ab, wie es die neue politische Führung vorsah. Mit den im Februar und März 1947 beschlossenen und ab Mai 1949 gültigen Gesetzen zur Überführung von Konzernen und sonstigen wirtschaftlichen Unternehmen in Volkseigentum waren mehrere Betriebe im Ortsteil betroffen, weiter außerhalb vor allem die in der Landwirtschaft tätigen. Die Umsetzung verlief schnell, bereits 1955 waren im gesamten Bezirk rund 90 Prozent aller Betriebe in Volkseigentum, sieben Prozent blieben in privaten Händen, der Rest war Treuhandeigentum. Bis 1972 wurden die verbliebenen Einrichtungen ebenfalls verstaatlicht.
Hohenschönhausen war weiterhin stark von der Landwirtschaft geprägt. Ab den 1950er Jahren wurden zudem die ehemaligen Rieselfelder für den Ackerbau benutzt.
Während des Arbeiteraufstands vom 17. Juni 1953 kam es vor Ort zu Arbeitsniederlegungen, allerdings vergleichsweise schleppend. Anfangs wurden gar nur die Baustellen bestreikt. Erst im Laufe des Tages wurden andere Betriebe zur Arbeitsniederlegung aufgerufen, was mitunter Erfolg hatte. Der VEB Holzwerk in der Quitzowstraße (seit 1983: Simon-Bolivar-Straße) mit seinen rund 500 Beschäftigten, der anfangs hauptsächlich Fenster produzierte, ab den 1960er Jahren vor allem aber Möbel für IKEA zählte dabei zu den größeren Betrieben. Während noch am 18. Juni 1953 über 1000 Beschäftigte streikten, nahmen die meisten Betriebe und die Baustellen einen weiteren Tag später ihre Arbeit wieder auf. Erreicht wurde dies durch die gezielte Verhaftung von Rädelsführern. Der Effekt verfehlte aber teilweise seine Wirkung. Bis zum Mauerbau 1961 flüchteten zahlreiche Bewohner von Hohenschönhausen und Weißensee aus verschiedenen Gründen aus Ost-Berlin. Den Mauerbau akzeptierten anfangs diejenigen, die der Propaganda der Sozialistischen Einheitspartei Deutschlands (SED) gegen die Grenzgänger, die in West-Berlin arbeiteten, glaubten. Andererseits bedeutete er zugleich die Trennung von Verwandten und Freunden. Es bestand die Hoffnung, die Grenzsperrung würde nur von kurzer Dauer sein. In der Folgezeit lieferte die propagandistisch als „antifaschistischer Schutzwall“ bezeichnete Mauer immer wieder Gesprächsstoff im Osten Berlins.

### Vom Dorf zum Großstadtbezirk
Noch in den 1950er Jahren war Hohenschönhausen stark ländlich geprägt: In der Hauptstraße befanden sich nach wie vor kleine und mittlere Betriebe, die den täglichen Bedarf sicherstellten, so gab es Schmied und Schuster als auch Bäcker, Fleischer oder Gemüsehändler. Daneben existierten einige Kinos, wie das Kino Uhu in der Degnerstraße und zahlreiche Kneipen. Allein auf der Hauptstraße und in der Berliner Straße sollen es über 50 Gaststätten gewesen sein.
In jener Zeit entstanden unter anderem das unter Denkmalschutz stehende Bauensemble Dynamo-Sportforum für den gleichnamigen SC Dynamo Berlin, oder die Wohnkomplexe in der Kniprodeallee (seit 1988: Hansastraße) und Große-Leege-Straße. Später in den 1970er Jahren kam noch das Industriegebiet Lichtenberg Nordost hinzu, das sich am Ostrand des Ortsteils befindet. Hierfür wurde die aus Lichtenberg kommende Rhinstraße schrittweise bis zur Hauptstraße verlängert. Auf dem Gelände befand sich zudem die Bauakademie der DDR, mit einem Turm, der als Versuchsaufbau für die Plattenbauweise diente.

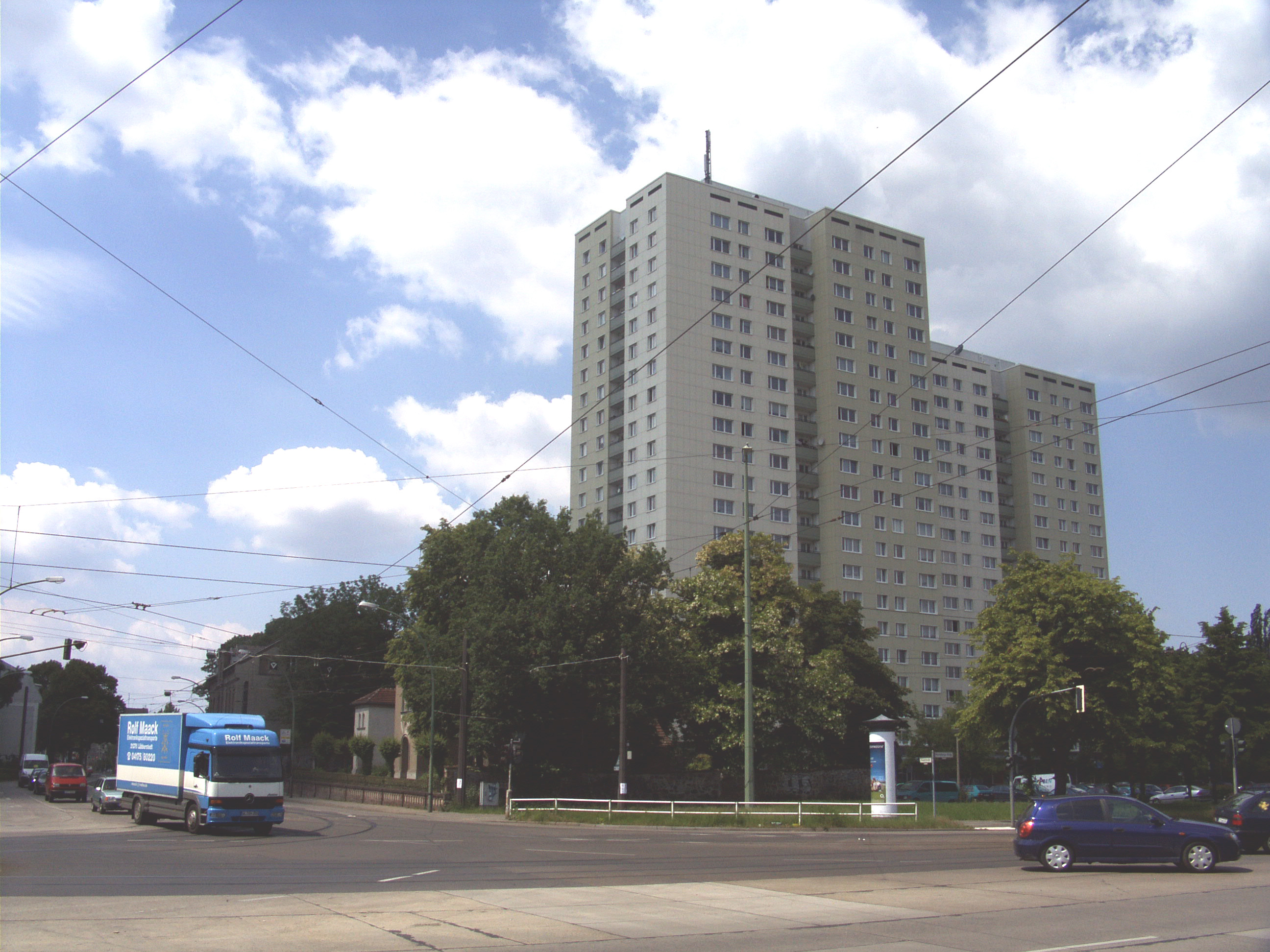
Seit den 1980er Jahren ergänzen Hochhäuser den Dorfkern Hohenschönhausens

Die SED beschloss 1971 auf dem VIII. Parteitag das sozialistische Wohnungsbauprogramm. Auf dem IX. Parteitag 1976 konkretisierte sie die Planungen und stellte die Aufgabe, dass die in Ost-Berlin herrschende Wohnungsnot bis 1990 zu beheben sei. Die ersten – als Plattenbauten errichteten – Gebäude entstanden in den Jahren 1972–1975 zwischen der Wartenberger und Falkenberger Straße (seit 1980: Gehrenseestraße), 1975–1981 entstand das Neubaugebiet Hohenschönhausen I nördlich der damaligen Leninallee, 1979–1984 folgte der Wohnkomplex Hohenschönhausen II in Umgebung des Dorfkerns. Dabei entstanden rund 8000 Wohnungen mit Platz für rund 25.000 Einwohner. Obwohl Wert darauf gelegt wurde, dass sich Dorfkern und Neubausiedlung architektonisch miteinander vertrugen, fiel die Umsetzung jedoch weniger harmonisch aus. Allein durch die Verbreiterung der auf den Dorfkern zulaufenden Straßen sowie den Ausbau der Hauptstraße auf vier Spuren wurde das Bild vom alten Dorf zerstört. Dennoch sind vor allem im Dorfkern noch zahlreiche Bauernhäuser sowie die Taborkirche und das Schloss erhalten geblieben.

### Zentrale Untersuchungshaftanstalt des Ministeriums für Staatssicherheit (1951–1989)
Bereits im Sommer 1951 übernahm das MfS der DDR die zentrale Untersuchungshaftanstalt der sowjetischen Geheimpolizei (Kellergefängnis) sowie das dazugehörige Gelände des ehemaligen Speziallagers Nr. 3 und nutzte es bis zur politischen Wende 1989 ebenfalls als zentrale Untersuchungshaftanstalt.

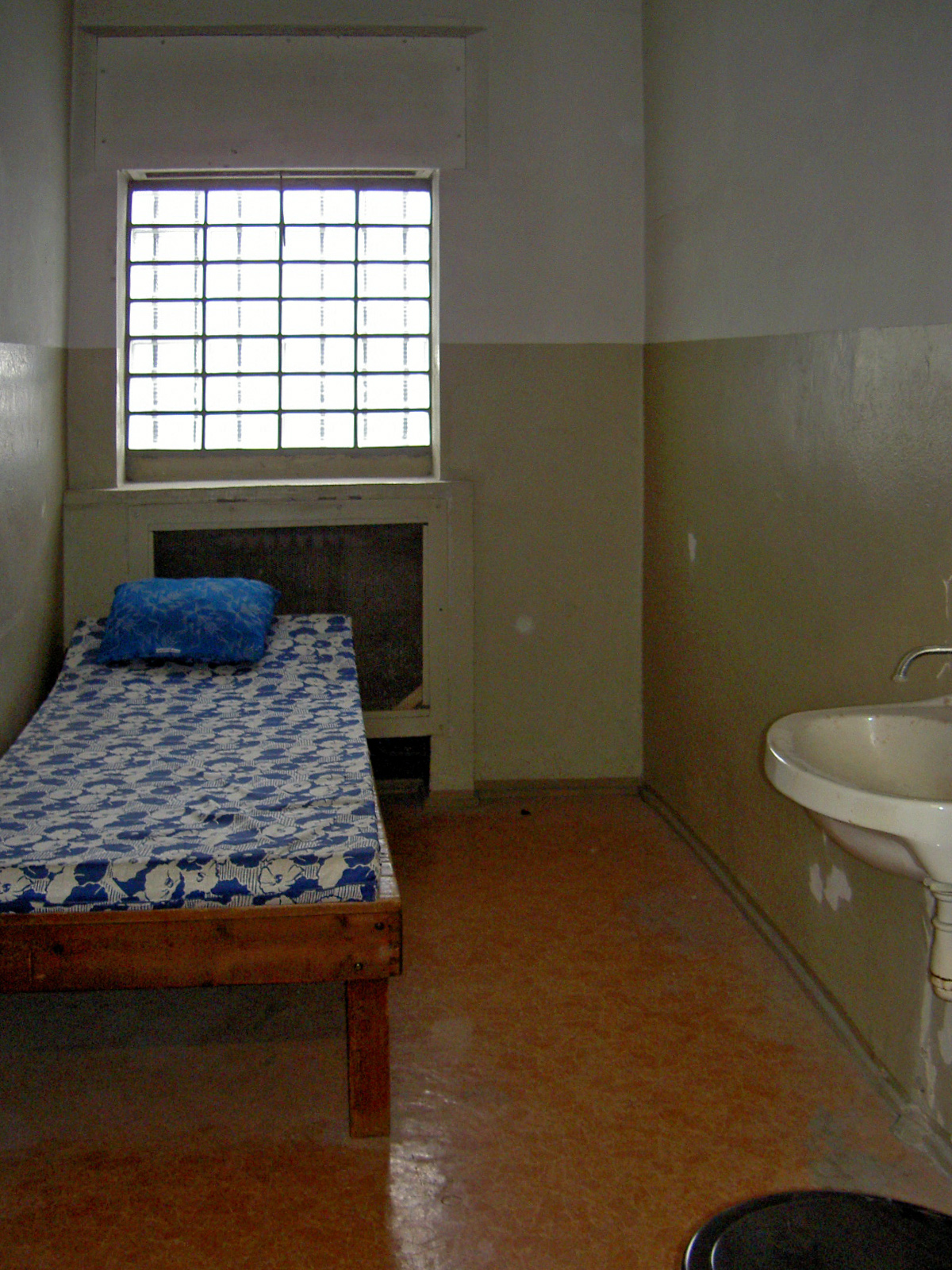
Kleine Zelle des Stasigefängnisses im Neubau

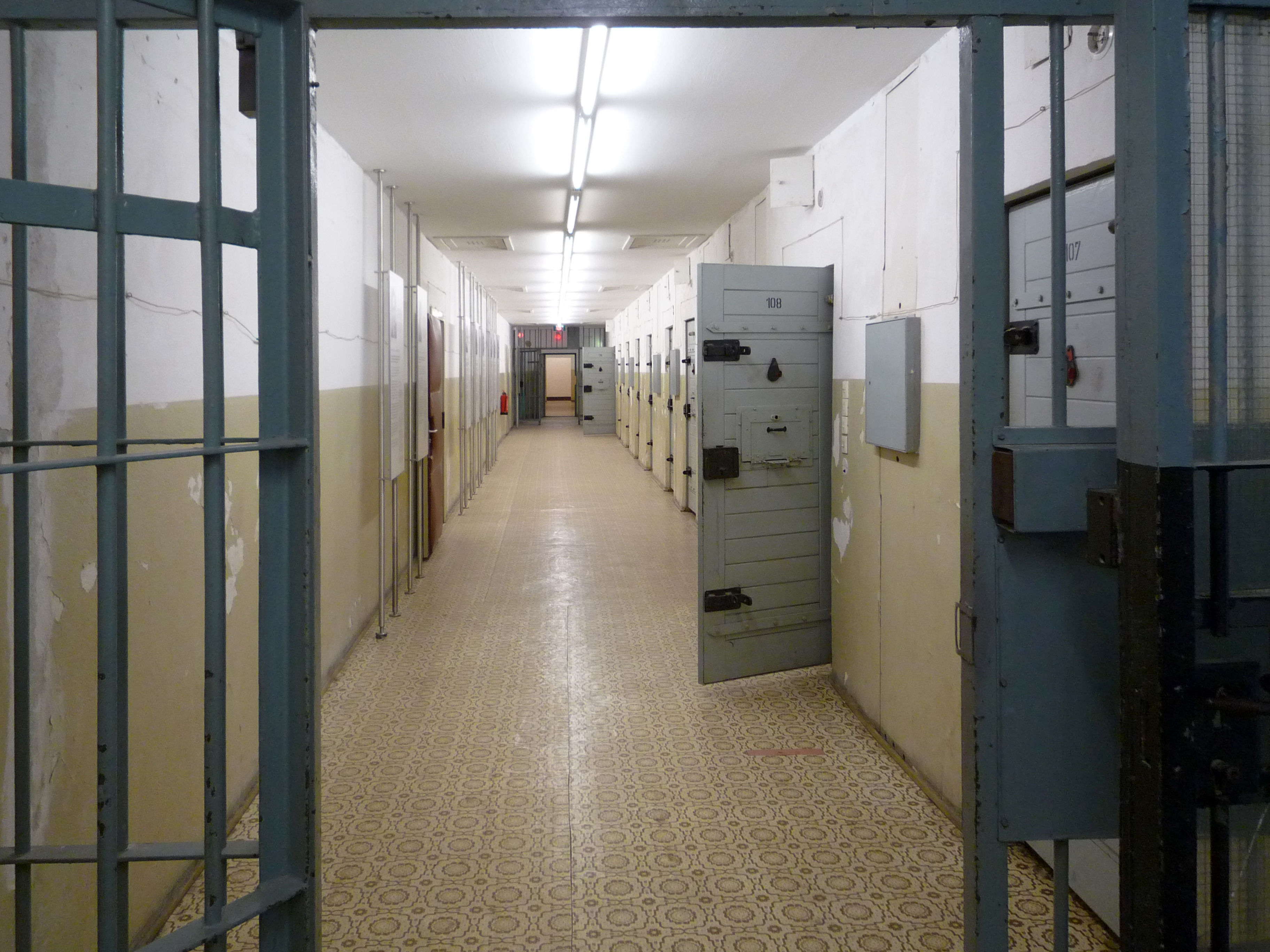
Gang mit Zellen im Neubau der ehemaligen Haftanstalt

In unmittelbarer Nähe zur Untersuchungshaftanstalt existierte bis 1974 ein geheimes Arbeitslager des MfS, das Arbeitslager X. In den späten 1950er Jahren errichteten Gefangene dieses geheimen MfS-Arbeitslagers ein neues Gefängnisgebäude, das über 100 Zellen und 120 Vernehmungszimmer enthielt. Im daneben liegenden Zentralen Haftkrankenhaus wurden zwischen 21. Mai 1959 und 7. Dezember 1989 insgesamt 2694 Insassen aus allen Haftanstalten des MfS behandelt. Nach dem letzten Umbau des Haftkrankenhauses verfügte es ab 1972 über 28 Betten. Nach Nutzungsbeginn des neuen Gefängnisgebäudes im Jahr 1961 diente das frühere Kellergefängnis überwiegend Lagerzwecken.
In der zentralen Untersuchungshaftanstalt des MfS waren nach dem Mauerbau am 13. August 1961 viele Bürger der DDR inhaftiert, die ausreisen oder fliehen wollten. Kritiker der SED und des realexistierenden Sozialismus in der DDR wie Rudolf Bahro, Schriftsteller Jürgen Fuchs oder Bärbel Bohley saßen in der Anstalt ein. In der Nachkriegszeit waren auch Nazi-Kriegsverbrecher wie Heinz Barth und Josef Blösche in der zentralen Untersuchungshaftanstalt des MfS in der Genslerstraße inhaftiert.
Die physische Folter als Methode der Geständniserpressung wurde nach dem Tod von Stalin 1953 und dem damit einhergehenden Ende des Stalinismus in der DDR offiziell nicht mehr angewendet. Das MfS ging zu subtilen psychischen und seelischen Zermürbungen der Häftlinge über. Die DDR suchte in den 1950er Jahren nach internationaler Anerkennung. Insbesondere körperliche Folterungen waren geächtet. An der Juristischen Hochschule in Potsdam ausgebildete Mitarbeiter wurden dennoch speziell geschult, die Persönlichkeit der Gefangenen zu destabilisieren und zu zersetzen. Das MfS versuchte, Inhaftierte des Stasi-Gefängnisses in ihrer inneren Haltung unter anderem durch perfektionistische Isolation, Ungewissheit, systematische Verängstigung und Desorientierung (soziale und sensorische Deprivation) psychisch zu schwächen, um dadurch Macht ausüben zu können. Die Gefangenen in der zentralen Untersuchungshaftanstalt des MfS wurden systematisch schikaniert, zum Beispiel durch regelmäßiges Wecken in der Nacht oder durch wechselnde Regulierung der Zellentemperatur. Viele Gefangene wussten während ihrer Inhaftierung nicht, dass sie sich mitten in Ost-Berlin befanden. Die gesamte Umgebung des Gefängnisses war Sperrgebiet. Das Gelände war in Stadtplänen verschleiert. Wohnungen in der näheren Umgebung des Sperrgebiets erhielten vorrangig MfS-Mitarbeiter und staatsnahe Personen. Das MfS hatte auf dem Gelände weitere Diensteinheiten wie die Hauptabteilung IX/11, den Operativ-Technischen Sektor (beispielsweise Fälscherwerkstätten) und das Archiv der vom MfS verwalteten Akten aus der NS-Zeit. Alle MfS-Gefängnisse der DDR wurden von diesem Ort aus zentral verwaltet.

### Wende und politischer Neuanfang
Die ersten Jahre nach der politischen Wende waren von zahlreichen Wegzügen gekennzeichnet. Allein in den Jahren bis 2002 verringerte sich die Bevölkerung um 18 Prozent. Begründet wurde dies dadurch, dass die Attraktivität, hier zu wohnen, schlichtweg nicht ausreichend sei, es fehlten ein Stadtteilzentrum und ausreichende Grünanlagen. So entstanden in den 1990er Jahren weitere Wohnungen, wie an der Weißen Taube; durch die Sanierung von historischen Gebäuden, dem Ausbau der Straßen (etwa der Konrad-Wolf-Straße) und dem Neubau des Einkaufszentrum Storchenhof verbesserte sich das Image des Ortsteils wieder.
Die nach der deutschen Wiedervereinigung gegründete Stiftung Gedenkstätte Berlin-Hohenschönhausen widmet sich unter anderem der Aufarbeitung der Geschichte dieser MfS-Untersuchungshaftanstalt und macht die Öffentlichkeit auf das Schicksal der Inhaftierten, auf die Auseinandersetzung mit den Taten der Stasi-Mitarbeiter im Dienst des SED-Staates und auf die psychischen Folgen der Stasimethoden aufmerksam. Sie öffnet den Zugang zum Gefängnisgelände und zu dessen Gebäuden für eine internationale Öffentlichkeit und bietet Führungen und Zeitzeugenarbeit.

## Ortslagen

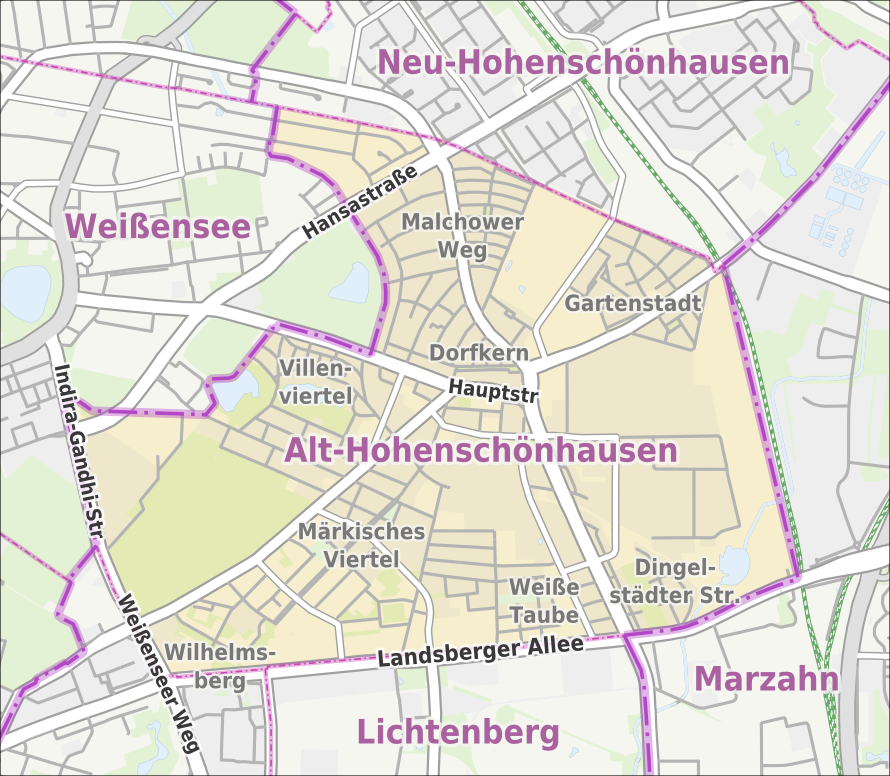
Übersichtskarte von Alt-Hohenschönhausen mit ausgewählten Straßen und den einzelnen Vierteln

### Überblick
Alt-Hohenschönhausen hat aufgrund seiner langen Geschichte zahlreiche Ortslagen und Viertel, die die Entwicklung anhand ihrer Architektur verdeutlichen. Bemerkenswert ist dabei der starke Kontrast zwischen Altem und Neuem, der sich anschaulich im Dorfkern widerspiegelt. Hier befinden sich direkt neben der Taborkirche zwei Punkthochhäuser.

### Dorfkern

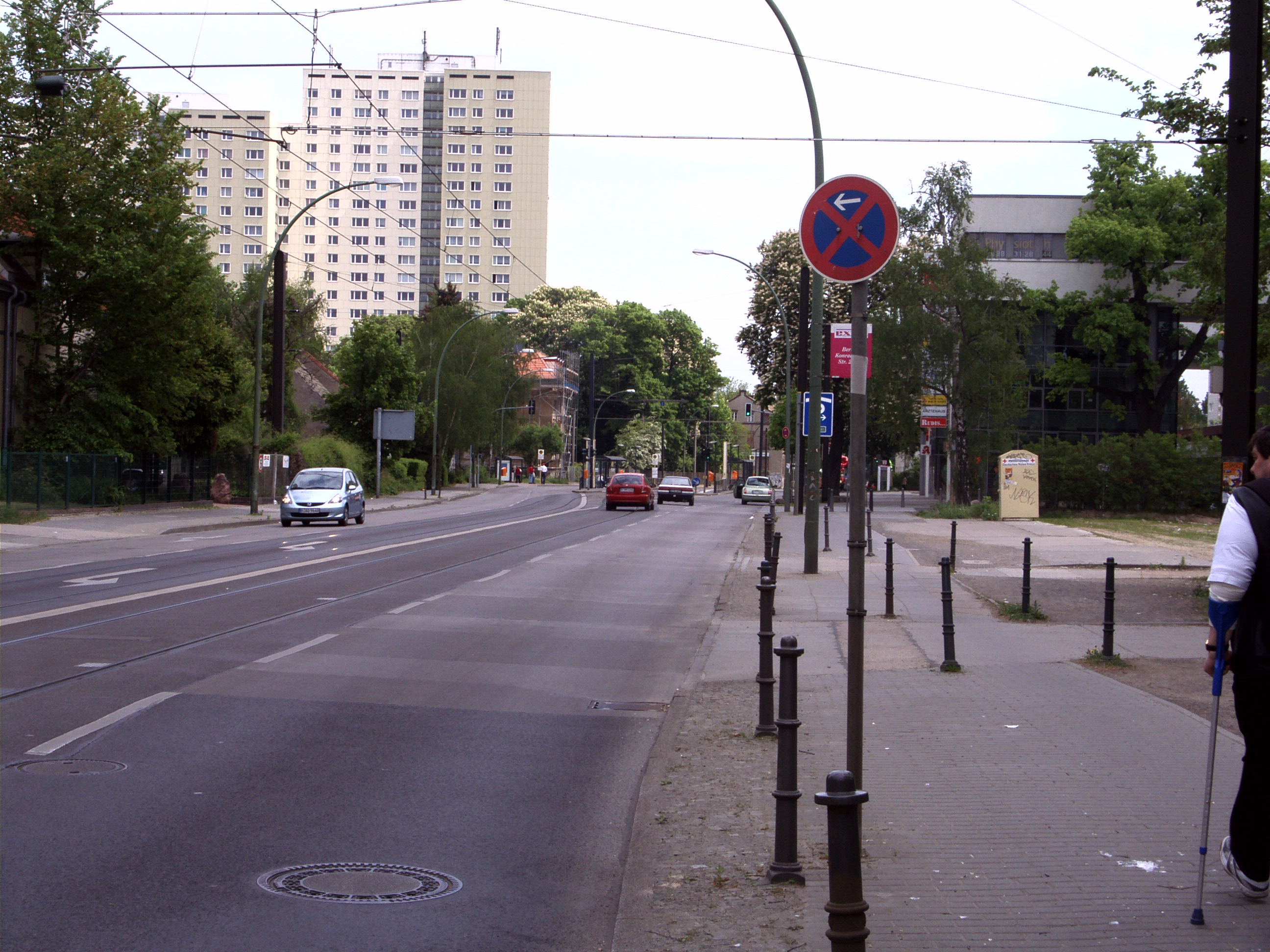
Die Hauptstraße bildet das Zentrum Alt-Hohenschönhausens

Der Dorfkern ist der älteste Teil von Hohenschönhausen und komplett denkmalgeschützt. Bis in die zweite Hälfte des 19. Jahrhunderts wuchs die Gemeinde kaum über diese Grenzen hinaus, folglich befand sich hier annähernd alles, was die Menschen für den täglichen Bedarf brauchten. Hohenschönhausen entstand als ein Straßendorf, die Hauptstraße bildet hier die zentrale Straße in die an den Grenzen die Straßen und Wege zu den umliegenden Dörfern münden. Obwohl noch mehrere Gutshäuser und denkmalgeschützte Gebäude wie das Schloss erhalten sind, fielen mindestens ebenso viele Gebäude den Bautrupps zum Opfer, sei es um die Hauptstraße auszubauen oder sie durch Neubauwohnungen zu ersetzen. Das Gebiet des Dorfkerns umfasst grob die Hauptstraße und die hier anliegenden Gebäude.

### Villenviertel

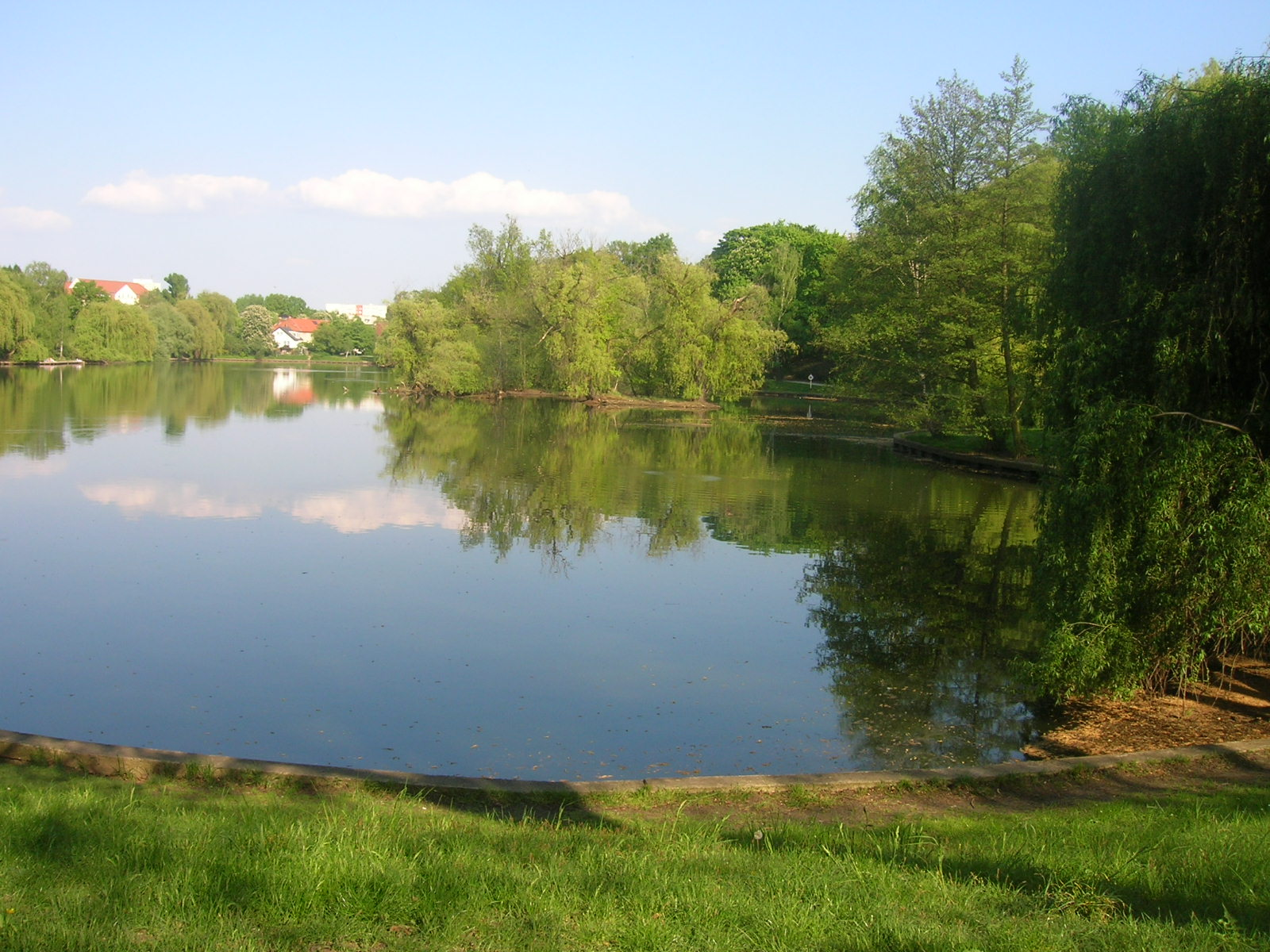
Der Obersee bildet zusammen mit dem Orankesee das Herzstück des Villenviertels

Das Villenviertel am Orankesee entstand mit der Parzellierung des Geländes ab 1892 durch Gerhard Puchmüller und Henry Suermondt. Die erste Villenkolonie bildete sich südlich des Orankesees heraus, um 1900 herum entstand die zweite am Obersee. Die Villen wurden vornehmlich im Landhausstil erbaut, also ein- bis zweigeschossig. Gelockt wurden die künftigen Bewohner unter anderem damit, dass sich die Hohenschönhausener Villen „nächst Steglitz am höchsten von allen Berliner Vororten befinden und daher in gesundheitlicher Beziehung sehr ausgezeichnet“ waren. Zudem wies das Gebiet die Ver- und Entsorgung von Wasser auf, war an die Städtischen Gaswerke angeschlossen und elektrischer Strom wurde bereits eingespeist. Für die täglichen Besorgungen existierten in der Berliner Straße (seit 1985: Konrad-Wolf-Straße) mehrere Kleinbetriebe wie Bäcker oder Metzger.
Die Villenkolonien am Ober- und Orankesee, die damals zum Gut gehörten, wuchsen rasant an. Von 1905 bis 1910 verdoppelte sich die Einwohnerzahl von 1758 auf 3500 Bewohner, während die Bevölkerung in der Gemeinde (dem Dorf) von 1889 auf 1793 Einwohner zurückging.
Die beiden Seen, der Obersee und der Orankesee, bilden den Obersee-Orankesee-Park.
Auf die Frage nach ihrem Wohnsitz antworteten die Hohenschönhausener gern: „In Hohenschönhausen, wo die Hohen schön hausen“.

### Märkisches Viertel

Siedlung Flusspferdhof im Märkischen Viertel

Das Märkische Viertel bezeichnet das Gebiet zwischen Konrad-Wolf-Straße, Bahnhofstraße, Genslerstraße, Landsberger Allee und Altenhofer Straße. Einige Bereiche dieses Viertels sind denkmalgeschützt; das Viertel ist nicht zu verwechseln mit dem Märkischen Viertel im Bezirk Reinickendorf. Der Name des Viertels leitet sich von Straßennamenab, die größtenteils nach märkischen Ortschaften wie Bad Freienwalde (Oder) oder Werneuchen benannt worden sind.

### Historisch erhaltene Mietskasernen
Das Märkische Viertel ist das Pendant zum Villenviertel auf der anderen Seite der Konrad-Wolf-Straße. Vor allem Arbeiter aus den Berliner, Lichtenberger und Hohenschönhausener Fabriken wohnten in vier- bis fünfgeschossigen Mietskasernen. Die allgemeine Erschließung des Gebietes dauerte etwa von 1900 bis 1920, nur einige wenige Häuser in der Gegend sind jünger oder zeugen noch von der ehemals landwirtschaftlichen Nutzung. Ähnlich wie beim Hobrecht-Plan für Berlin gibt es neben den Mietshäusern einige zentrale Plätze zur architektonischen Auflockerung, wie den Strausberger Platz zwischen Große-Leege-Straße, Goeckestraße und Strausberger Straße (nicht zu verwechseln mit dem gleichnamigen Platz in Mitte).
Das Areal im Nordosten des Viertels war bis zur deutschen Wiedervereinigung durch die Nutzung oben dargestellte Zentrale Untersuchungshaftanstalt des Ministeriums für Staatssicherheit geprägt und für die Öffentlichkeit nicht zugängig. Im zentralen Gelände ist die Gedenkstätte Berlin-Hohenschönhausen untergebracht, die zu Beginn des 21. Jahrhunderts unter Denkmalschutz gestellt wurde.

### Wilhelmsberg
Wilhelmsberg war ab 1878 der Name für die besiedelte Lichtenberger Kolonie. Benannt wurde sie – dem Zeitgeist entsprechend – nach dem damaligen Kaiser Wilhelm I. Das Gebiet erstreckte sich etwa in dem Dreieck Landsberger Allee – Oderbruchstraße – Altenhofer Straße. Von der Bevölkerungsstruktur her gesehen handelte es sich vornehmlich um eine Arbeitersiedlung. Die hier wohnenden Menschen waren überwiegend in Berliner oder Lichtenberger Fabriken beschäftigt bzw. ab 1881 zu einem Großteil im Zentralvieh- und Schlachthof. Bei der Berliner Bezirksreform vom 1. April 1938 kam es zu einem Gebietsaustausch zwischen den Bezirken Weißensee und Lichtenberg. Da Landsberger Chaussee (seit 1992: Landsberger Allee) die neue Grenzlinie zwischen den beiden Bezirken bildete, kamen die Siedlung Weiße Taube zu Lichtenberg und die Siedlung Wilhelmsberg zum Weißenseer Ortsteil Hohenschönhausen. Nach dem Zweiten Weltkrieg entstand auf der Nordwestseite von Wilhelmsberg ein Trümmerberg, der spätere Volkspark Prenzlauer Berg.
Eine weitere Grenzkorrektur bezüglich Wilhelmsberg fand 1974 statt: Für die geplante Neubausiedlung Lichtenberg Nordost (Arbeitstitel) wurde das Wilhelmsberger Gelände westlich des heutigen Weißenseer Wegs erneut dem Bezirk Lichtenberg zugeordnet, die Ostseite verblieb beim Bezirk Weißensee. Von der ursprünglichen Architektur der ehemaligen Kolonie ist nur ein Bruchteil erhalten geblieben, vor allem entlang des Nordrands der Konrad-Wolf-Straße befinden sich Gebäude aus der Zeit der Wende zum 20. Jahrhundert.

### Gartenstadt

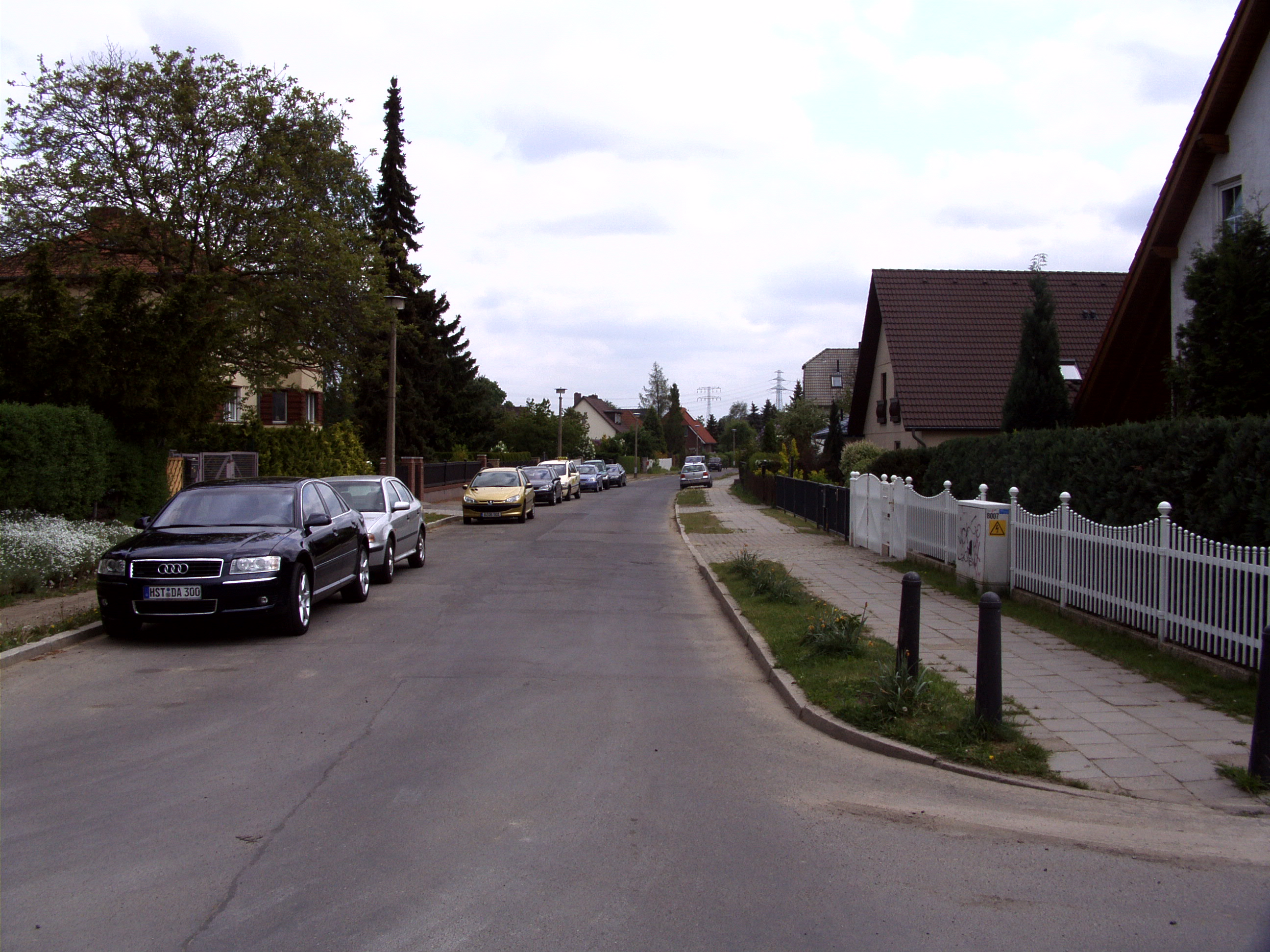
Gottfriedstraße, eine der vielen Seitenstraßen der Gartenstadt

Die Gartenstadt entstand ab 1910 beiderseits der Falkenberger Straße (seit 1980: Gehrenseestraße) am nordöstlichen Rand von Hohenschönhausen. Sie sollte zum eine Alternative zum Villenviertel für den „kleinen Mann“ sein, andererseits einen Kontrast zum Märkischen Viertel darstellen mit aufgelockerter Bebauung und dem Vermeiden des städtischen Umfelds. Die Straßen im Viertel tragen allesamt männliche Vornamen, wie etwa Gottfried oder Lothar.
Bis in die 1970er Jahre hinein gab es kaum Eingriffe in die Architektur oder das Umfeld der Gartenstadt. Die erste Maßnahme, die für Veränderung sorgte, war die Errichtung mehrerer Plattenbauten am Westrand der Gartenstadt, die diese unmittelbar berühren. Das Gebiet wurde nicht wie das alte Dorfzentrum entkernt und neugestaltet, sondern blieb in seiner Form erhalten. Lediglich die Infrastruktur wurde der Zeit entsprechend angepasst, beispielsweise im Ausbau der Straßen oder Verlegung von Abwasserleitungen.
Der 1984 eröffnete S-Bahnhof Gehrenseestraße trug als Arbeitstitel die Bezeichnung Gartenstadt. Um eine eventuelle Verwechslung mit der Gartenstadt Falkenberg in Altglienicke zu vermeiden, wurde der Name verworfen.

### Siedlung Malchower Weg

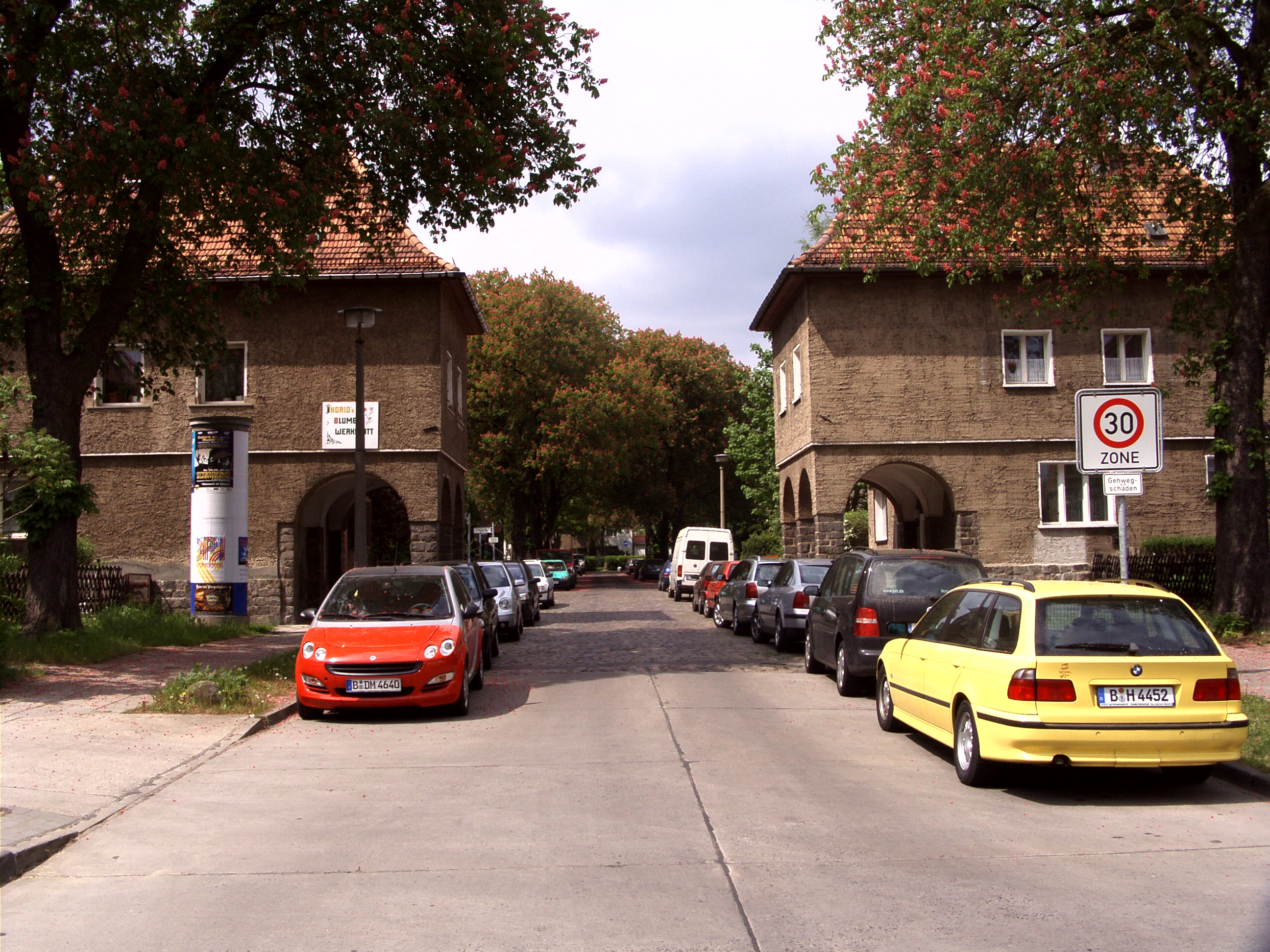
Torähnliche Bauten der Bruno-Taut-Siedlung an der Paul-Koenig-Straße

Mit Ausnahme der Wohnungen, die sich am Malchower Weg befinden, könnte man allen Vierteln Alt-Hohenschönhausens einen Namen geben. Das Problem in diesem Fall liegt darin, dass die Bebauung an dieser Straße nicht unterschiedlicher hätte ausfallen können.
Von der Hauptstraße aus kommend, beginnt zunächst die Bruno-Taut-Siedlung. Diese, benannt nach dem hier tätig gewesenen Architekten Bruno Taut, erstreckt sich in dem Dreieck Malchower Weg – Paul-König-Straße – Wartenberger Straße. Gebaut wurde sie in den Jahren 1926 und 1927, vorwiegend in Form von Doppelhäusern. Kennzeichen der Siedlung sind zwei torähnliche Bauten links und rechts der Paul-König-Straße, die das Viertel abgrenzen.
Diese Siedlung hieß ursprünglich Papageien-Siedlung, da die Häuser sehr bunt waren, die Vorder- und Rückseiten der Häuser waren rot und die Giebel blau beziehungsweise gelb gemalert. Begonnen wurde die Siedlung, die eigentlich viel größer ausfallen sollte, von Otto Kuhlmann. Er baute die torähnliche Einfahrt sowie einige Häuser in der Paul-Koenig- und Titastraße. Die beginnende Weltwirtschaftskrise ließ das Bauvorhaben jedoch schneller als erwartet zu einem teuren Unterfangen werden. Als sich herausstellte, dass das Projekt so nicht durchzuführen sei, beauftragte man Bruno Taut mit dem Weiterbau der Siedlung, um Kosten zu sparen. Insgesamt wurde die Siedlung kleiner angelegt als ursprünglich geplant.
Unmittelbar an die Siedlung schloss sich bis Kriegsende eine Erdholländerwindmühle an, die dem Müllermeister Heinrich Maihofer gehörte. Die Mühle war bis zu ihrer Zerstörung durch sowjetische Soldaten eines der Wahrzeichen von Hohenschönhausen, gleichzeitig war sie Namenspatin für die nahegelegene Kleingartenanlage sowie für das Neubaugebiet Mühlengrund im benachbarten Neu-Hohenschönhausen.
Im weiteren Verlauf der Straße befinden sich die Landhaussiedlung, die Kriegsopfersiedlung für Verwundete des Ersten Weltkriegs, eine Finnhüttensiedlung sowie mehrere Villen. Nach der Wende entstanden zudem zwei Neubaugebiete auf der Westseite der Straße, nahe der Falkenberger Chaussee.

### Weiße Taube

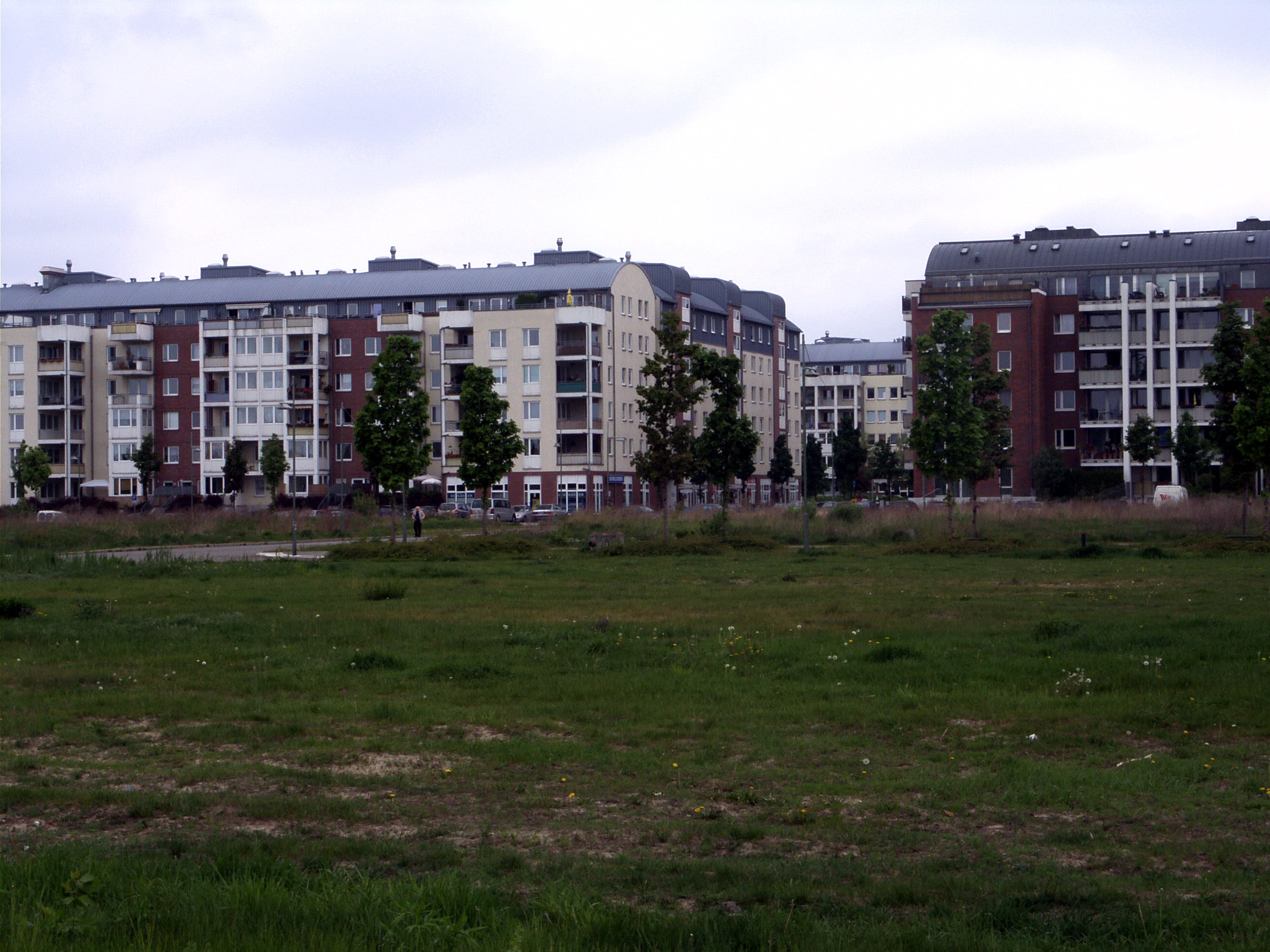
Neubaugebiet Weiße Taube von der Landsberger Allee aus gesehen

Die Wohnsiedlung Weiße Taube befindet sich am Südrand von Alt-Hohenschönhausen beiderseits der Landsberger Allee, wobei der südliche Teil bereits zum Ortsteil Lichtenberg gehört.
Der Name geht auf ein Lokal zurück, das sich seit 1821 auf dem Gelände der späteren Siedlung befand. Zuvor trug das Wirtshaus den Namen Neuer Krug. Bereits 1766 befand sich eine Poststelle des Amtes Niederschönhausen in diesem Haus. Die Entwicklung zur Siedlung dauerte bis in die 1930er Jahre an, vorher gab es neben der Gaststätte lediglich einige Häuser und von der Wende zum 20. Jahrhundert an eine Kleingartenanlage.
Erst nach der „Machtergreifung“ der Nationalsozialisten kam das Gebiet zu Bedeutung. 1934 entstand die Stadtrandsiedlung Hohenschönhausen, der Name Weiße Taube war weiterhin gebräuchlicher, später wurde letzterer der offizielle Name. Umgesetzt werden konnte nur der nördliche Part bis zur Plauener Straße, das südliche Gebiet blieb bis in die 1990er Jahre unbebaut. Hier entstanden dann bis 1996 drei- bis viergeschossige Mehrfamilienhäuser. Ein dritter Bauabschnitt unmittelbar nördlich der Landsberger Allee konnte ebenfalls nicht verwirklicht werden; das Gelände der vorherigen Gewächshausanlage liegt brach (Stand im Sommer 2023).

### Siedlung Dingelstädter Straße

Blick von der Landsberger Allee durch die Dingelstädter Straße

Ähnlich wie die Siedlung Weiße Taube entstand in den 1920er Jahren östlich der späteren Rhinstraße die Wohnsiedlung Dingelstädter Straße. Gelegentlich wird die Siedlung Die kinderreiche Familie genannt, was auf die Wohnungsbaugenossenschaft zurückgeht, die den Bau ausführte. Das Konzept sah vor, minderbemittelten und kinderreichen Familien preisgünstige Wohnungen zur Verfügung zu stellen.
Der erste Bauabschnitt entstand 1925–1927, er umfasste 18 Gruppenhäuser mit Platz für sechs bis zwölf Familien, wovon jede eine 3 1⁄2-Zimmerwohnung mit durchschnittlich 113 m² Fläche zugesprochen bekam. Neben der aufgelockerten Architektur weisen die Häuser für damalige Zeiten moderne Sanitäranlagen und eine sparsame Möblierung in Form von Einbauschränken auf. Mehrere Wohnungen verfügen auch über einen eigenen Mietergarten, zudem gab es ein Kinderplanschbecken.
Der zweite Bauabschnitt wurde 1929 begonnen und bereits im selben Jahr vollendet. Wie auch beim ersten Bauabschnitt umfasste dieser mehrgeschossige Häuser, aber nicht für kinderreiche Familien. Das lässt sich an der Wohngröße verdeutlichen: Anstelle der zuvor gewählten 3 1⁄2-Zimmerwohnungen wurden nun 58 Wohnungen mit 1 1⁄2 Zimmern à 50 m², 58 Wohnungen mit zwei Zimmern à 55 m² und 24 Wohnungen mit 2 1⁄2 Zimmern à 64 m² umgesetzt.
Ein weiterer Name für die Siedlung war Klein Moskau, was den internen Führungskampf in der Genossenschaft zwischen SPD- und KPD-Mitgliedern widerspiegeln soll. Nachdem die KPD den Vorstand ab 1927 dominierte, entstand diese Bezeichnung. Zu den bekannten Kommunisten, die die Siedlung bewohnten, zählte der Reichstagsabgeordnete Artur Becker. Ähnlich wie er verließen jedoch nach 1933 viele Kommunisten die Siedlung und das Land.

### Gewerbegebiet Marzahner Straße und Plauener Straße
Der Osten des Ortsteils zwischen Rhinstraße und dem Außenring wurde bis weit in das 20. Jahrhundert vorwiegend landwirtschaftlich genutzt. In den 1970er Jahren erfolgte der Neubau des Akademiekomplexes der Bauakademie der DDR in dem Gebiet. Zu den zahlreichen Experimentalbauten gehörte ein 48 Meter hoher Turm, der als Versuchsträger für die Plattenbauweise diente. Er wurde zum Wahrzeichen des Viertels. Das dazugehörige Plattenwerk des Wohnungsbaukombinats befand sich weiter nördlich in der Gehrenseestraße.
Nach dem Mauerfall, Mitte der 1990er Jahre entstand auf dem Gelände der 1991 geschlossenen Akademie ein Gewerbegebiet mit Firmenansiedlungen für bis zu 2000 Arbeitsplätze. Der Turm und weitere 43 Bauten wurden abgerissen, da sie marode waren. Das Gewerbegebiet wird als Teil der Berlin eastside vermarktet. Zu den größten Betrieben zählt ein Montagewerk der Stadler Rail, das 2011 im ehemaligen Plattenwerk aufgebaut wurde.
In der Plauener Straße verwirklicht die Lakewand Management AG in den 2020er Jahren das Projekt Ferdinand's Garden auf einer Fläche von 26.000 m². Es beinhaltet Wohngebäude mit 395 Wohneinheiten, aber auch eine Kita-Anlage für den gemeinnützigen Träger Step Kids KiTas gGmbH. Hier sollen 42 Kinder bei Fertigstellung im Januar 2024 betreut werden können und eine großzügige Außenspielfläche entstehen.

### Quartier der Zukunft
Anschließend an die oben beschriebene Untersuchungshaftanstalt liegt eine bis um das Jahr 2022 kaum beachtete und kaum genutzte Gewerbefläche, die durch die Straßenzüge Gärtner-, Gensler-, Lichtenauer und Ferdinand-Schulze-Straße begrenzt wird. Sie ist rund 27 Hektar groß und wurde von dem Quartiersentwickler Zeitgeist Asset Management Anfang der 2020er Jahre erworben. Die Pläne sehen eine komplette Neubebauung vor: mit einem Volumen von rund einer Milliarde Euro sollen hier Wohnungen, Gewerbe, Ateliers sowie ein Azubi-Hostel gebaut werden. Das Großprojekt erhielt den Arbeitstitel Quartier 27ha Möglichkeiten und wird in mehreren Schritten realisiert: Zunächst entstehen, nachdem der Bezirk im Dezember 2024 den Aufstellungsbeschluss gefasst hat, in der Folge konkrete Baupläne nach dem Vorbild der Meistermeile in Hamburg, in welcher rund 3500 Wohnungen, ein Hostel für Azubis, Studierende und junge Touristen sowie eine 8600 Quadratmeter große Ateliermeile für Künstler aus allen Kunstbereichen samt den zugehörigen Infrastrukturen gebaut werden sollen. Eines der Ziele sind kurze Wege, beworben mit der Aussage „die 15-Minuten-Stadt“, also innerhalb einer Viertelstunde sollen die Menschen ihren Arbeitsplatz, Einkaufsmöglichkeiten, Schulen, Kitas und Ärzte ohne eigenes Auto erreichen können. Zur Vorbereitung begann im Dezember 2024 der Abriss einer großen Gewerbehalle im Südbereich des Geländes.
In die konkrete Ausgestaltung der nächsten Baupläne und -schritte werden die Meinungen und Wünsche der Anwohner einfließen, wozu der Entwickler einen Nachbarschaftsdialog angestoßen hat. 500 Hohenschönhausener bestimmen mit, wie das „grüne und nachhaltige Quartier der Zukunft“ aussehen wird. Auch die Kommunalverwaltung will für die Machbarkeitsprüfungen Bewohnerwünsche berücksichtigen und in den städtebaulichen Rahmenplan angepasst übernehmen.

### Ausgewählte Denkmalbereiche bzw. Baudenkmale und besondere Bauensembles
- Degnerstraße: Fabrikantenvilla der Löwenbrauerei[33]
- Freienwalder Straße 15/16: Lagergebäude von 1916, Architekt: Richard Opitz, 1922 Umbau[34]
- Freienwalder Straße 17: Villa Heike, Verwaltungsgebäude der Maschinenfabrik Richard Heike von 1910/1911, Architekt: Richard Lotts[35]
- Große-Leege-Straße 56–59: Wohnanlage von 1926 bis 1929, Architekt: Walter Hämer[36]
- Große-Leege-Straße 97/98: Wohnhaus von 1913 sowie Büro- und Fabrikgebäude[37]
- Konrad-Wolf-Straße 31/32: Friedhof, Kapelle, Verwaltungsgebäude und Umfassungsmauer, 1906/1907 von Hermann Bunning geplant,[38] sowie Ehrenhaine auf diesem Friedhof für belgische, niederländische und sowjetische Kriegsopfer[39]
- Konrad-Wolf-Straße 33–36: gesamter Friedhof der St.-Andreas- und St.-Markus-Gemeinde[40]
- Konrad-Wolf-Straße 70: Wohnhaus mit Einfriedung von 1886, Architekt: H. R. Remus[41]
- Konrad-Wolf-Straße 82–84: Fabrikgebäude, Maschinen- und Heizhaus der ehemaligen Zuckerwarenfabrik, 1908 gebaut und bis 1926 zweimal erweitert[42]
- Oberseestraße 60: Wohnhaus (Haus Lemke), besser bekannt als das Mies-van der-Rohe-Haus, 1932, Architekt: Ludwig Mies van der Rohe[43]
- Oberseestraße 76: Wohnhaus mit Einfriedung von 1909, Architekten: Gebrüder Wunsch und Otto Spei[44]
- Oberseestraße 101–109: Wohnanlage von 1927, Architekt: Paul Ludwig Schulte[45]
- Orankestraße 30: Vorstadtvilla von 1895, Architekt: G. Förder[46]
- Orankestraße 84: Wohnhaus von 1893, Architekt: Körner[47]
- Simon-Bolivar-Straße: Der hier vor dem Zweiten Weltkrieg etablierte Holzverarbeitungsbetrieb des Privatiers Otto L. Schmidt wurde nach Kriegsende enteignet. Unter dem Namen VEB Holzwerk Hohenschonhausen produzierte er aber weiterhin Möbel und Bauelemente wie Fenster, die dringend benötigt wurden. In den 1970er Jahren war es gelungen, einen dauerhaften Vertrag mit IKEA zur Möbelproduktion abzuschließen, wofür die DDR (bis zu ihrem Ende) Harte Währung erhielt. 
Erwähnenswert ist auch, dass im Jahr 1957 in der Kantine dieses Betriebes ein Wandgemälde des Künstlers Wolfgang Frankenstein enthüllt wurde, welches den Arbeits-Alltag der Mitarbeiter des Holzwerks darstellte. Mitte der 1990er wurde der Fabrikkomplex des Holzwerks abgerissen.[48][49]
- Suermondtstraße 38–55: Wohnanlage von 1927, Architekt: Max Werner[50]
- Suermondtstraße 56–64: Wohnanlage von 1929, Architekt: Hermann Dernburg[51]
- Werneuchener Straße 25–28: Schulgebäude von 1955 bis 1957 mit Turnhalle[52]

## Bevölkerung
| Jahr | Gemeinde | Gutsbezirk | zusammen |
| ---- | -------- | ---------- | -------- |
| 1858 | 0.421    | 00.86      | 0.507    |
| 1871 | 0.578    | 0.110      | 0.688    |
| 1885 | 0.996    | 0.184      | 1.180    |
| 1895 | 1.339    | 0.522      | 1.861    |
| 1905 | 1.889    | 1.758      | 3.647    |
| 1910 | 3.507    | 1.793      | 5.300    |

| Jahr | Einwohner |
| ---- | --------- |
| 1919 | 06.733    |
| 1925 | 07.439    |
| 1939 | 25.224    |
| 1946 | 22.769    |
| 1950 | 22.929    |
| 1963 | 20.650    |
| 1991 | 40.771    |
| 2000 | 44.658    |

| Jahr | Einwohner |
| ---- | --------- |
| 2007 | 41.724    |
| 2010 | 42.083    |
| 2015 | 45.022    |
| 2020 | 50.070    |
| 2021 | 50.640    |
| 2022 | 51.443    |
| 2023 | 51.898    |
| 2024 | 53.086    |

Quelle ab 2007: Statistischer Bericht A I 5. Einwohnerregisterstatistik Berlin. Bestand – Grunddaten. 31. Dezember. Amt für Statistik Berlin-Brandenburg (jeweilige Jahre)

## Wirtschaft
Bis in die zweite Hälfte des 19. Jahrhunderts prägte die Landwirtschaft das heutige Hohenschönhausener Gebiet. Sie war noch bis in die zweite Hälfte des 20. Jahrhunderts dominierend. Nach der Reichsgründung setzte allmählich eine vorstädtische Entwicklung ein. 1906 waren im Ort alle wichtigen Branchen vertreten. Neben Kleinbetrieben für Waren des täglichen Bedarfs, die über den gesamten Ort verteilt waren, siedelten sich vor allem in der Nähe der Große-Leege-Straße sowie entlang der 1907 eröffneten Industriebahn Tegel–Friedrichsfelde größere Fabriken an. Zu den namhaften zählten die Likör- und Spritfabrik CAF Kahlbaum, die Firma Groß & Graf, die deutsch-amerikanische Zuckerwaren GmbH Georg Lembke, die Maschinenfabrik Richard Heike, die Löwenbrauerei sowie die Brauerei Gabriel und Richter (Berliner Pilsner). Hinzu kamen zahlreiche Ausflugslokale.
Zu den ersten nach 1945 wieder produzierenden Unternehmen gehörten vor allem die der Lebensmittelbranche. Andere Betriebe stellten ihre Produktion auf „Friedensgüter“ um. Im Februar 1946 waren im Ort 77 Betriebe gemeldet, 55 von ihnen arbeiteten, 20 waren im Aufbau, je einer wurde demontiert oder konnte wegen Rohstoffmangels nicht arbeiten. Infolge des Befehls Nr. 124 der SMAD waren weitere Betriebe von der Sequestrierung betroffen.
Nach der Trennung der Berliner Stadtverwaltung wurden die meisten Betriebe Ost-Berlins in öffentliche Hand überführt und Anfang der 1950er Jahre in Volkseigene Betriebe (VEB) umgewandelt. Zu den größten Betrieben zählten diverse VEB der Nahrungs- und Genussmittelindustrie, zudem Metallbetriebe wie der VEB Elektromont mit über 400 Beschäftigten und der VEB Holzwerk mit über 500 Beschäftigten. Bis zur Wiedervereinigung entwickelte sich aus der ehemaligen Berliner Pilsner-Brauerei der Stammsitz des VEB Getränkekombinat Berlin, das zur Berliner Kindl-Schultheiß-Brauerei kam. In direkter Nachbarschaft entstand ab 1956 in der Indira-Gandhi-Straße ein Omnibus-Betriebshof der Berliner Verkehrsbetriebe. Ferner waren die Werke I und II des VEB Werk für Signal- und Sicherungstechnik Berlin in Hohenschönhausen angesiedelt.
Nach der politischen Wende und der folgenden Privatisierung schlossen einige dieser Betriebe ihre Hohenschönhauser Produktionsstätten. Die Bedeutung des Einzelhandels nahm dagegen durch den Bau von Einkaufszentren zu. Ab Mitte der 1990er Jahre entstanden das Allee-Center entlang der Landsberger Allee, das Hohenschönhauser Tor an der Kreuzung Konrad-Wolf-Straße /Ecke Weißenseer Weg und das Einkaufszentrum Storchenhof an der Hauptstraße. Auf dem Gelände der ehemaligen Bauakademie der DDR entstand bis 1997 ein großflächiges Gewerbegebiet. Im Norden daran anschließend wurde 2011 im ehemaligen Plattenwerk des Wohnungsbaukombinat ein Fertigungswerk von Stadler Pankow eröffnet, in dem Straßen- und Stadtbahnwagen für verschiedene europäische Betriebe gefertigt werden.

## Verkehr

### Individualverkehr
Das Straßennetz orientiert sich weitgehend an den historischen Verbindungen zwischen Hohenschönhausen und den benachbarten Ortsteilen. Viele dieser Verkehrswege beginnen oder enden an der Hauptstraße oder in unmittelbarer Nähe zu dieser. Als übergeordnete Straßenverbindungen bestehen im Ortsteil der Straßenzüge Suermondtstraße – Hauptstraße – Rhinstraße als Verbindung zwischen Weißensee, Alt-Hohenschönhausen und Friedrichsfelde, Indira-Gandhi-Straße – Weißenseer Weg von Weißensee nach Lichtenberg, die Hansastraße von Weißensee nach Neu-Hohenschönhausen sowie die Landsberger Allee von der Berliner Innenstadt in Richtung Marzahn. Als örtliche Straßenverbindungen werden die Konrad-Wolf-Straße von Alt-Hohenschönhausen ins Stadtzentrum, die Werneuchener und Liebenwalder Straße in Richtung Lichtenberg, die Gehrenseestraße nach Falkenberg und der Malchower Weg nach Malchow ausgewiesen. Hinzu kommen weitere Ergänzungsstraßen.

### Öffentlicher Verkehr: Busse und Straßenbahnen

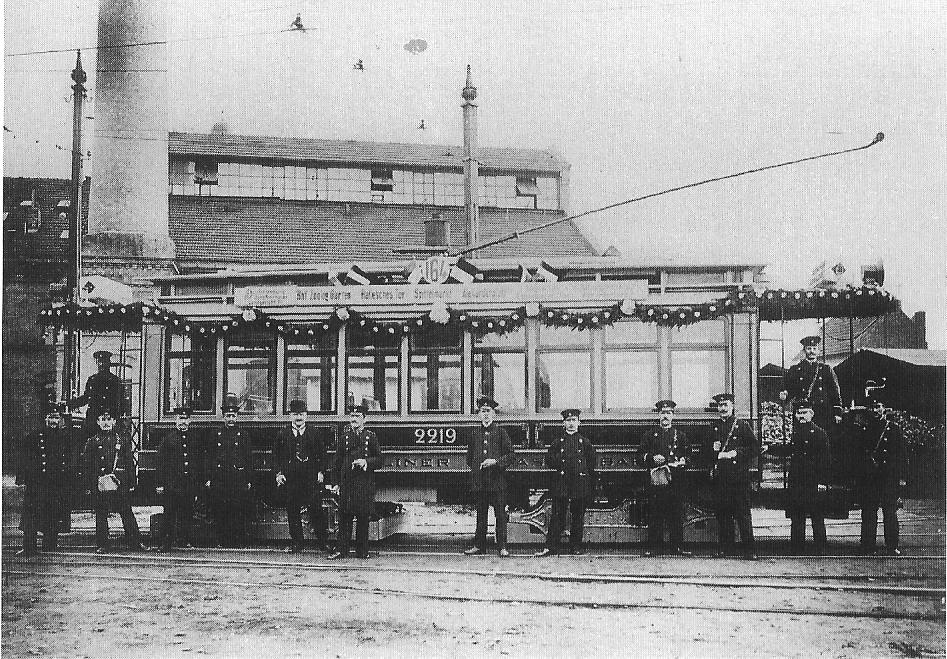
Maximumtriebwagen der Großen Berliner Straßenbahn in Hohenschönhausen, 1912

Straßenbahnzug der Linie 63 an der Endhaltestelle Gartenstadt, 1961

Durch seine abseitige Lage war Hohenschönhausen bis in die Spätphase des 19. Jahrhunderts unberührt vom öffentlichen Nahverkehr. Als erstes Nahverkehrsmittel richtete die Grunderwerbs- und Baugesellschaft 1893 eine Pferdeomnibuslinie zwischen dem Dorf und der Kreuzung Landsberger Allee /Ecke Petersburger Straße ein, wo Anschluss an die Linien der Neuen Berliner Pferdebahn-Gesellschaft bestand. An der Stelle, wo diese die Ringbahn kreuzte, wurde 1895 der Bahnhof Landsberger Allee eröffnet.
Der Bus reichte bald nicht mehr aus, sodass an seiner statt eine elektrische Straßenbahn-Linie eingerichtet wurde. Die von der Continentalen Gesellschaft für elektrische Unternehmungen betriebene Straßenbahn Berlin–Hohenschönhausen nahm am 21. Oktober 1899 ihren Betrieb auf. Ihren innerstädtischen Endpunkt hatte sie an der Kreuzung Landsberger Straße /Ecke Waßmannstraße, 1908 wurde sie über mehrere Nebenstraßen bis in die Nähe des Alexanderplatzes verlängert. 1910 übernahm die Große Berliner Straßenbahn die Verwaltung dieser Bahn und führte ab 1912 ihre Linie 164 parallel zur ersten Linien in den Ort, 1913 wurde sie bis zur Falkenberger Straße verlängert. Für die Hohenschönhauser Bürger bestanden damit zeitweise direkte Verbindungen bis in die Siemensstadt. Zeitweise bestanden Planungen, die bestehende Strecke über die Falkenberger Straße bis nach Ahrensfelde zu verlängern.
In den 1920er Jahren verkehrten verschiedene Linien nach Hohenschönhausen. Ab 1931 fuhr die 64 nach Hohenschönhausen, die Linie blieb über den Zweiten Weltkrieg hinaus bestehen. 1951 ging die Straßenbahnstrecke durch die Suermondtstraße nach Weißensee in Betrieb. Die Linie 70 ersetzte eine seit den 1920er Jahren verkehrende Buslinie und stellte über Weißensee eine weitere Innenstadtverbindung her. Zwei Jahre darauf erhielt die Gartenstadt mit der neu eingerichteten Linie 63 einen direkten Straßenbahnanschluss. Ihren innerstädtischen Endpunkt hatte diese am Hackeschen Markt beziehungsweise am Stadion der Weltjugend, die parallel verkehrende 64 fuhr über die Leipziger Straße in die Friedrichstadt. 1970 wurde die Linie eingestellt.
Ab 1956 berührte zusätzlich die Obuslinie O37 den Ortsteil. Die Linie befuhr die Leninallee sowie deren Verlängerung Landsberger Chaussee (1978 in der Leninallee aufgegangen; 1992 wurde diese in Landsberger Allee umbenannt) bis nach Bürknersfelde an der Grenze zu Marzahn, 1960 wurde die Linie über Marzahn und Biesdorf zum Bahnhof Lichtenberg verlängert, 1973 folgte ihre Stilllegung.
Einhergehend mit dem Wohnungsbauprogramm entstanden im Rahmen des Tatraprogramms ab 1980 mehrere Straßenbahnneubaustrecken in Richtung Marzahn, Lichtenberg und das Neubaugebiet Hohenschönhausen-Nord. Ab dem 17. März 1980 fuhren die neu eingerichteten Linien 11 und 12 von der Langenbeckstraße beziehungsweise dem S- und U-Bahnhof Frankfurter Allee über die Leninallee entlang der südlichen Ortsteilgrenze zum S-Bahnhof Marzahn. Die Straßenbahnstrecke durch die Falkenberger Straße in die Gartenstadt wurde am 28. Februar 1983 stillgelegt. An ihrer Stelle entstand eine Neubaustrecke für die Linien 63 und 70 über die Wartenberger Straße zur Zingster Straße, die am 21. Dezember 1984 in Betrieb ging. Als direkte Verbindung nach Lichtenberg und gleichzeitig Teil einer Nord-Süd-Tangente ging am 1. April 1985 die Straßenbahnstrecke durch die nördliche Rhinstraße in Betrieb. Auf ihr fuhren die Linie 10 von Weißensee nach Marzahn und die Linie 16 von der Zingster Straße nach Köpenick. Die am nordwestlichen Rand gelegene Straßenbahnstrecke durch die Hansastraße ging am 10. August 1987 in Betrieb. Sie ist Teil der Direktverbindung vom Neubaugebiet Hohenschönhausen-Nord nach Weißensee und wurde von den Linien 28 und 58 (ab 1988) in Richtung Hackescher Markt befahren.
Seit der letzten größeren Liniennetzreform nach dem Mauerfall bei der Berliner Straßenbahn werden die im Ortsteil gelegenen Straßenbahn-Strecken von den Linien M4, M5, M6, M17, 16 und 27 befahren. Zusätzlich verkehren zwei Buslinien im Ortsteil. Die Linie 256 stellt eine direkte Verbindung zwischen dem S- und U-Bahnhof Lichtenberg, der Hauptstraße und der Siedlung Wartenberg her, die Linie 294 fährt zwischen Neu-Hohenschönhausen und dem Gewerbegebiet in der Marzahner Straße.

### Planungen für eine U-Bahn-Linie
Zusätzlich zur Straßenbahn kamen ab Anfang des 20. Jahrhunderts mehrfach Pläne für eine U-Bahn nach Hohenschönhausen auf, von denen keiner umgesetzt wurde. So sollte die 1980 in der Leninallee eröffnete Straßenbahn-Strecke anfangs in Troglage errichtet und bei Bedarf auf U-Bahn-Betrieb umgestellt werden. Der Schnellbahnanschluss wurde dann in Form einer S-Bahn realisiert, die vom Bahnhof Springpfuhl aus über den Berliner Außenring, der die östliche Ortsteilgrenze darstellt, nach Neu-Hohenschönhausen geführt wurde. Der am 21. Oktober 1984 eröffnete S-Bahnhof Gehrenseestraße liegt am nordöstlichen Rand der Gartenstadt vor allem als Ersatz für die hier ein Jahr zuvor aufgegebene Straßenbahn. Ein weiterer S-Bahnhof mit dem Arbeitstitel Bürknersfelde sollte an der Kreuzung zwischen Außenring und Landsberger Allee entstehen. Er wurde beim Bau der Strecke mit vorbereitet, da jedoch außer einem Gewerbegebiet keine Wohnsiedlungen im näheren Umfeld liegen, fand bislang (Stand: 2015) keine Inbetriebnahme statt.

## Bildung (Auswahl)
- 39. Schule (Grundschule), Schleizer Straße 67
- Brodowinschule (Grundschule), Liebenwalder Straße 22
- Obersee-Schule (Grundschule), Roedernstraße 69–72
- Orankesee-Schule (Grundschule), Konrad-Wolf-Straße 11
- Schule Am Faulen See (Grundschule), Degnerstraße 71
- Schule am Wilhelmsberg (Grundschule), Sandinostraße 8
- Gutenberg-Schule (Integrierte Sekundarschule), Sandinostraße 10
- Manfred-von-Ardenne-Gymnasium, Werneuchener Straße 27/28

## Sport

### Sportforum Hohenschönhausen

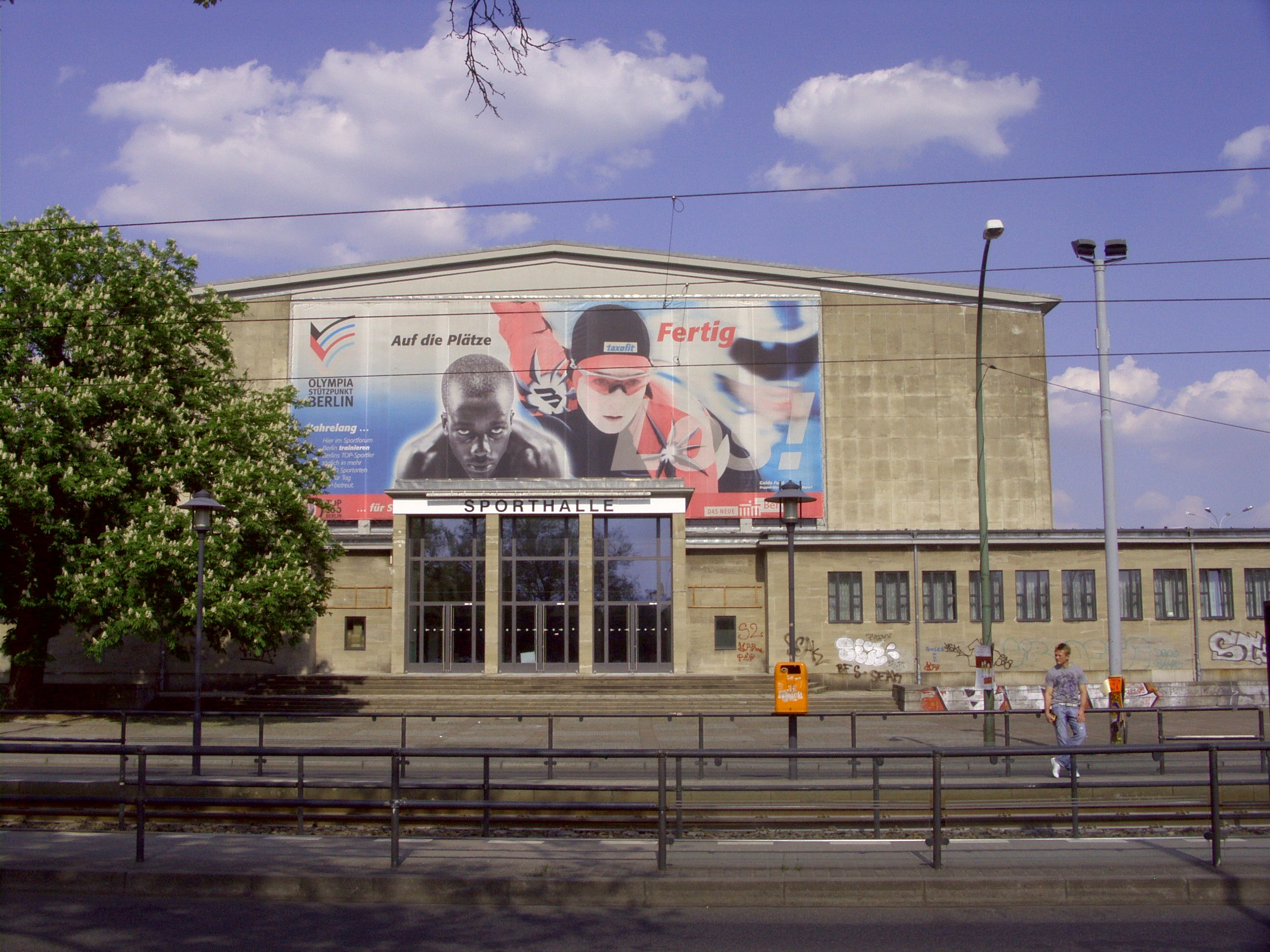
Dynamohalle am Sportforum Hohenschönhausen

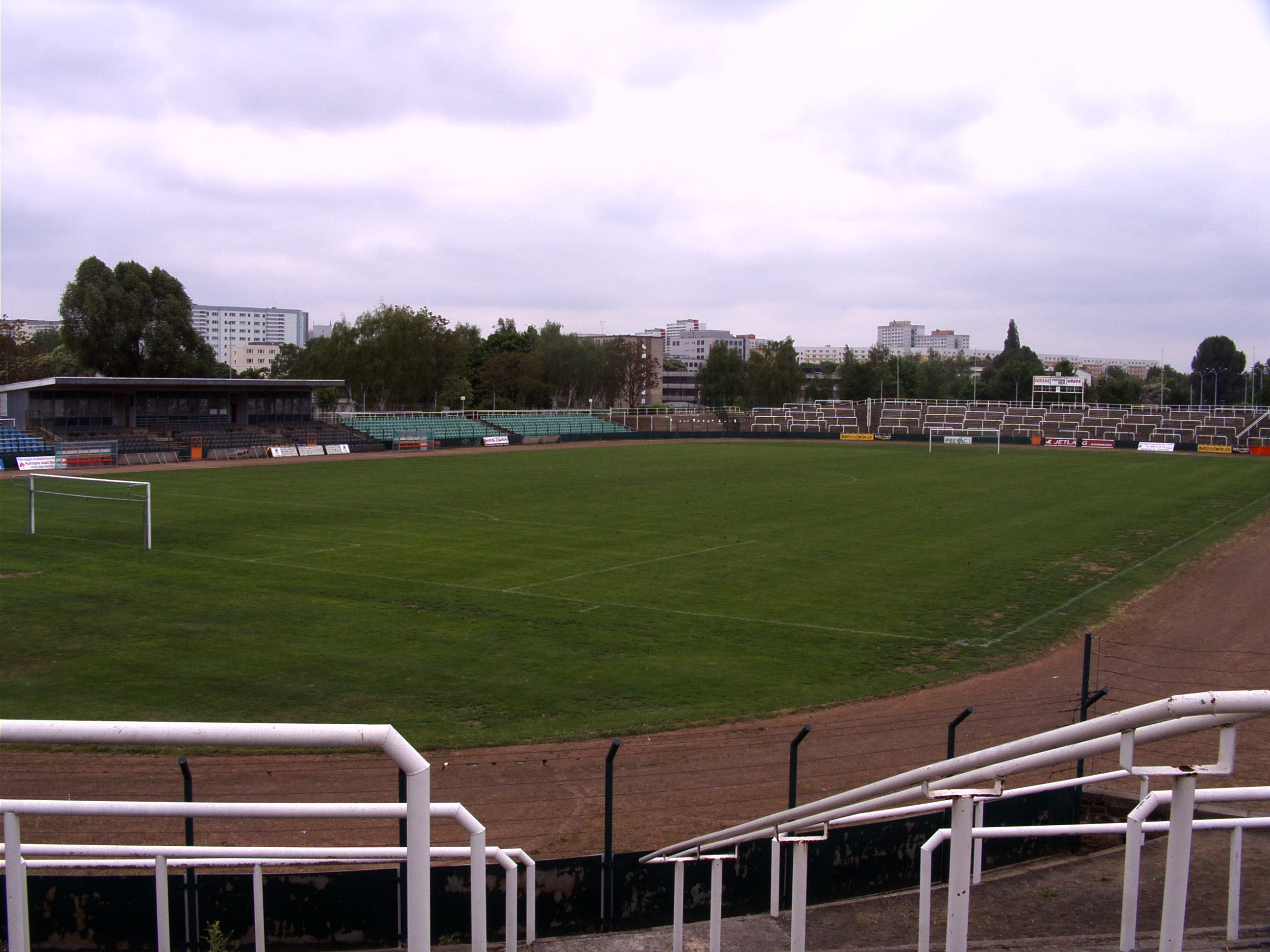
Dynamostadion am Sportforum Hohenschönhausen

Das 1954 gegründete und bis 1958 fertiggestellte Sportforum ist (Stand seit den 2010er Jahren) Europas größtes Sport- und Trainingszentrum. Das 55 Hektar große Gelände beheimatet 30 Sportvereine, die Geschäftsstelle des Nordostdeutschen Fußballverbandes, den größten deutschen Olympiastützpunkt, zwölf Sport-Bundesstützpunkte, die „Sportschule Werner Seelenbinder“, das „Haus der Athleten“ mit etwa 200 Internatsplätzen sowie das Institut für Sportwissenschaften der Humboldt-Universität zu Berlin mit etwa 500 Studenten. Das Bauensemble steht unter Denkmalschutz.
Zu den wichtigsten auf dem Areal angesiedelten Vereinen gehören der frühere DDR-Serienmeister im Fußball und nun in der Regionalliga spielende BFC Dynamo sowie der SC Berlin, in dem Leichtathletik und Schwimmsport betrieben werden. Bis zum April 2008 nutzte die erste Männermannschaft des EHC Eisbären Berlin das Sportforum – genauer den „Wellblechpalast“ – als Heimspielstätte. Der Verein zog zur Saison 2008/09 in die damalige O2 World um und ist mit seiner Nachwuchsmannschaft Eisbären Juniors Berlin im Sportforum vertreten.

### Olympiastützpunkt Berlin
Das Sportforum Hohenschönhausen wurde 1987 um den Berliner Olympiastützpunkt erweitert, nach der deutschen Wiedervereinigung entwickelte er sich zum größten Olympiastützpunkt Deutschlands. Er ist mit moderner Technik ausgerüstet und besitzt unter anderem einen Strömungskanal für Schwimmer, ein Bildanalysesystem für Turner und eine Laseranlage für den Hürdensprint. Der Olympiastützpunkt bietet Trainingsmöglichkeiten für 18 Sportarten. Er brachte insgesamt über 100 Olympiasieger, Weltmeister und Europameister hervor. Regelmäßig stellt der Olympiastützpunkt Berlin die meisten deutschen Sportler für die Olympischen Spiele; zu den bekannten Athleten des Stützpunktes gehören Franziska van Almsick, Claudia Pechstein und Andreas Wecker.

## Persönlichkeiten des Ortsteils
Personen, die in Hohenschönhausen geboren wurden oder in anderer Beziehung zum Ortsteil standen bzw. stehen:
- Hans Christoph von Röbel (1603–1671), Gutsherr von Hohenschönhausen
- Christian Dietrich von Röbel (1639–1723), Rittergutsbesitzer in Hohenschönhausen
- Christian Friedrich Scharnweber (1770–1822), Rittergutsbesitzer in Hohenschönhausen 1817–1872
- Henry Suermondt (1846–1930), Gründer der Grunderwerbs- und Baugesellschaft zu Berlin, ab 1889 Rittergutsbesitzer in Hohenschönhausen
- Richard Heike (1865–1945), Industrieller für die Herstellung von Fleischverarbeitungsmaschinen in Hohenschönhausen
- Paul Schmidt (1868–1948), Erfinder, wohnte im Schloss Hohenschönhausen
- Julius Kurth (1870–1949), 1910–1935 Pfarrer an der Taborkirche
- Victor Aronstein (1896–1945), Arzt, lebte 1933–1938 in Hohenschönhausen
- Artur Becker (1905–1938), kommunistischer Politiker, Spanienkämpfer, lebte in der Dingelstädter Straße 38a
- Hermann Prey (1929–1998), Opernsänger, in Hohenschönhausen geboren
- Paul Kárpáti (1933–2017), Hungarologe und Finno-Ugrist, lebte und starb in Hohenschönhausen
- Hubertus Knabe (* 1959), 2000–2018 Direktor der Gedenkstätte Hohenschönhausen
- Carola Fleischhauer (* 1962), Eiskunstläuferin, in Hohenschönhausen geboren
- Helge Heidemeyer (* 1963), ab 2019 Direktor der Gedenkstätte Hohenschönhausen
- Andrea Kiewel (* 1965), Fernsehmoderatorin, aufgewachsen in Hohenschönhausen
- Inka Bause (* 1968), Schlagersängerin und Fernsehmoderatorin, lebt in Hohenschönhausen
- Sven Felski (* 1974), Eishockeyspieler, Sportfunktionär
- Danny Freymark (* 1983), Politiker (CDU), lebt in Hohenschönhausen
- Karoline Herfurth (* 1984), Schauspielerin und Drehbuchautorin, aufgewachsen in Hohenschönhausen
- Martin Pätzold (* 1984), Politiker (CDU) und Hochschullehrer, aufgewachsen in Hohenschönhausen